# Azerbaigian iraniano
L'Azerbaigian iraniano (chiamato anche Azerbaigian persiano) è una regione storica situata nel nord-ovest dell'Iran. Confina con Iraq, Turchia, Repubblica Autonoma di Naxçıvan, Armenia e Repubblica dell'Azerbaigian.
L'Azerbaigian iraniano comprende tre province iraniane nordoccidentali: Azerbaigian occidentale, Azerbaigian orientale e Ardabil. Vari autori includono in questo elenco anche la provincia di Zanjan, alcuni in senso geografico, altri solo culturalmente (a causa della predominanza della popolazione azera turca). La regione è popolata principalmente da azeri, con popolazioni minoritarie di curdi, armeni, tati, talisci, assiri e persiani.
L'Azerbaigian iraniano è la terra originariamente e storicamente chiamata Azerbaigian; la Repubblica popolata dagli azeri dell'Azerbaigian si è appropriata del nome della vicina regione dell'Azerbaigian in Iran durante il XX secolo. L'Azerbaigian storico era chiamato Atropatene nell'antichità e Aturpatakan (Adurbadagan) nel Medioevo preislamico. Alcuni autori si riferiscono all'Azerbaigian iraniano come Azerbaigian meridionale e alla Repubblica dell'Azerbaigian come Azerbaigian settentrionale, sebbene altri ritengano che questi termini siano irredentisti ed abbiano una connotazione politica.
In seguito alle sconfitte militari per mano dell'Impero russo, la Persia dei Qajar cedette tutti i suoi territori del Caucaso settentrionale e della Transcaucasia alla Russia tramite il trattato di Golestan del 1813 e il trattato di Turkmenchay del 1828. I territori a sud del fiume Aras, che comprendeva la regione storicamente nota come Azerbaigian, divennero la nuova frontiera nord-occidentale dell'Impero persiano e successivamente dell'Iran. I territori a nord del fiume Aras, che non erano conosciuti con il nome di Azerbaigian al momento della loro conquista da parte della Russia, furono assorbiti nell'Impero russo. Ribattezzata come Repubblica Democratica dell'Azerbaigian durante la breve indipendenza del paese dal 1918 al 1920, fu incorporata nell'Unione Sovietica come Repubblica Socialista Sovietica dell'Azerbaigian, e infine divenne la Repubblica indipendente dell'Azerbaigian quando l'Unione Sovietica si dissolse.

## Etimologia e uso
Il nome stesso Azerbaigian deriva da Atropate, il persiano satrapo (governatore) di Medea nell'Impero achemenide, che governava una regione che si trovava nell'Azerbaigian iraniano moderno chiamata Atropatene. Si ritiene che il nome di Atropate derivi da antiche radici persiane e che significhi "protetto dal fuoco". Secondo l'Encyclopaedia of Islam: "In lingua medio persiana il nome della provincia era chiamato Āturpātākān, più antico Ādharbādhagān (آذربادگان / آذرآبادگان), Ādharbātākān, al presente Āzerbāydjān/Āzarbāydjān, in greco Atropatḗnē (̓Ατροπατήνη), in greco bizantino Adravigánon (᾿Αδραβιγάνων), in armeno Atrpatakan, in siriaco Adhorbāyghān." Il nome Atropate nel persiano medio fu trasformato in Adharbad ed è collegato allo zoroastrismo. L'Azerbaigian, per via dei suoi numerosi templi del fuoco, è stato anche citato in una varietà di fonti storiche come il luogo di nascita del profeta Zarathustra, sebbene gli studiosi moderni non abbiano ancora raggiunto un accordo sul luogo della sua nascita.
L'Iran dei Qajar fu costretto a cedere alla Russia imperiale i suoi territori caucasici a nord del fiume Aras (ovvero l'odierna Georgia, Daghestan, Armenia e Repubblica dell'Azerbaigian) durante il corso del XIX secolo, attraverso i trattati di Golestan (1813) e Turkmenchay (1828), vaste quantità di terre andarono irrevocabilmente perse. Dopo la disintegrazione dell'Impero russo nel 1917, così come la Repubblica Federale Democratica Transcaucasica di breve durata, nel 1918, il governo in carica Musavat adottò il nome "Azerbaigian" per ragioni politiche per la Repubblica Democratica dell'Azerbaigian di nuova costituzione, che fu proclamata il 27 maggio 1918, anche se il toponimo "Azerbaigian" era da sempre usato per riferirsi alla regione adiacente dell'Iran nordoccidentale contemporaneo. Pertanto, fino al 1918, quando il regime di Musavat decise di nominare il nuovo stato indipendente Azerbaigian, questa designazione era stata usata esclusivamente per identificare la provincia iraniana dell'Azerbaigian.

## Storia

### Periodo preislamico

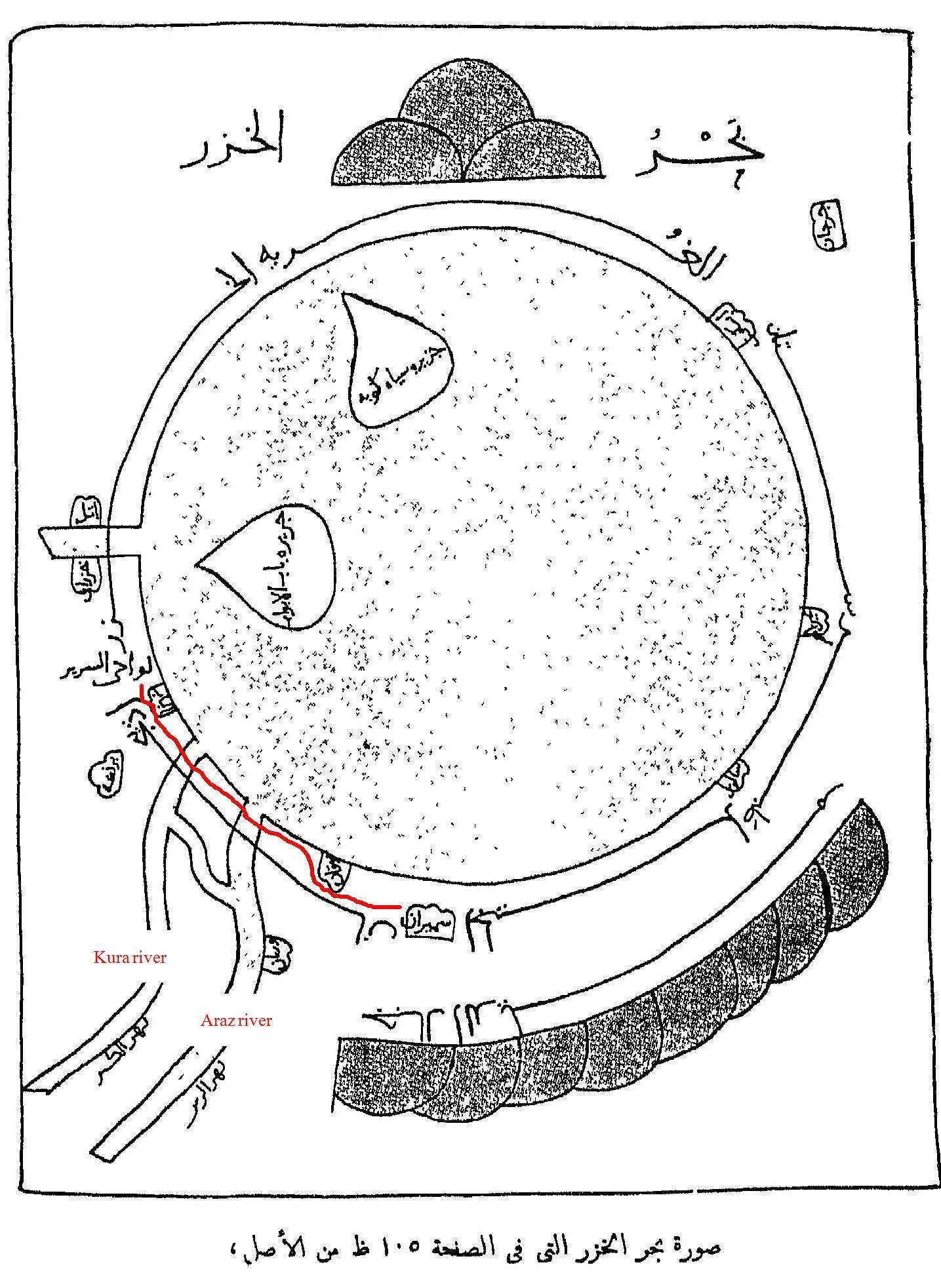
Posizione del Mar Caspio e dell'Azerbaigian nella parte sinistra della mappa nel X secolo. La mappa originale è in Ṣūrat al-'Arḍ (صورة الارض; "La faccia della Terra") Ibn Hawqal (977).

Il regno più antico conosciuto nell'Azerbaigian iraniano è quello della Mannea nella regione a sud-est del lago Urmia incentrata sull'odierna Saqqez. I mannei erano una confederazione di gruppi iranici e non iranici. Secondo il professor Zadok:

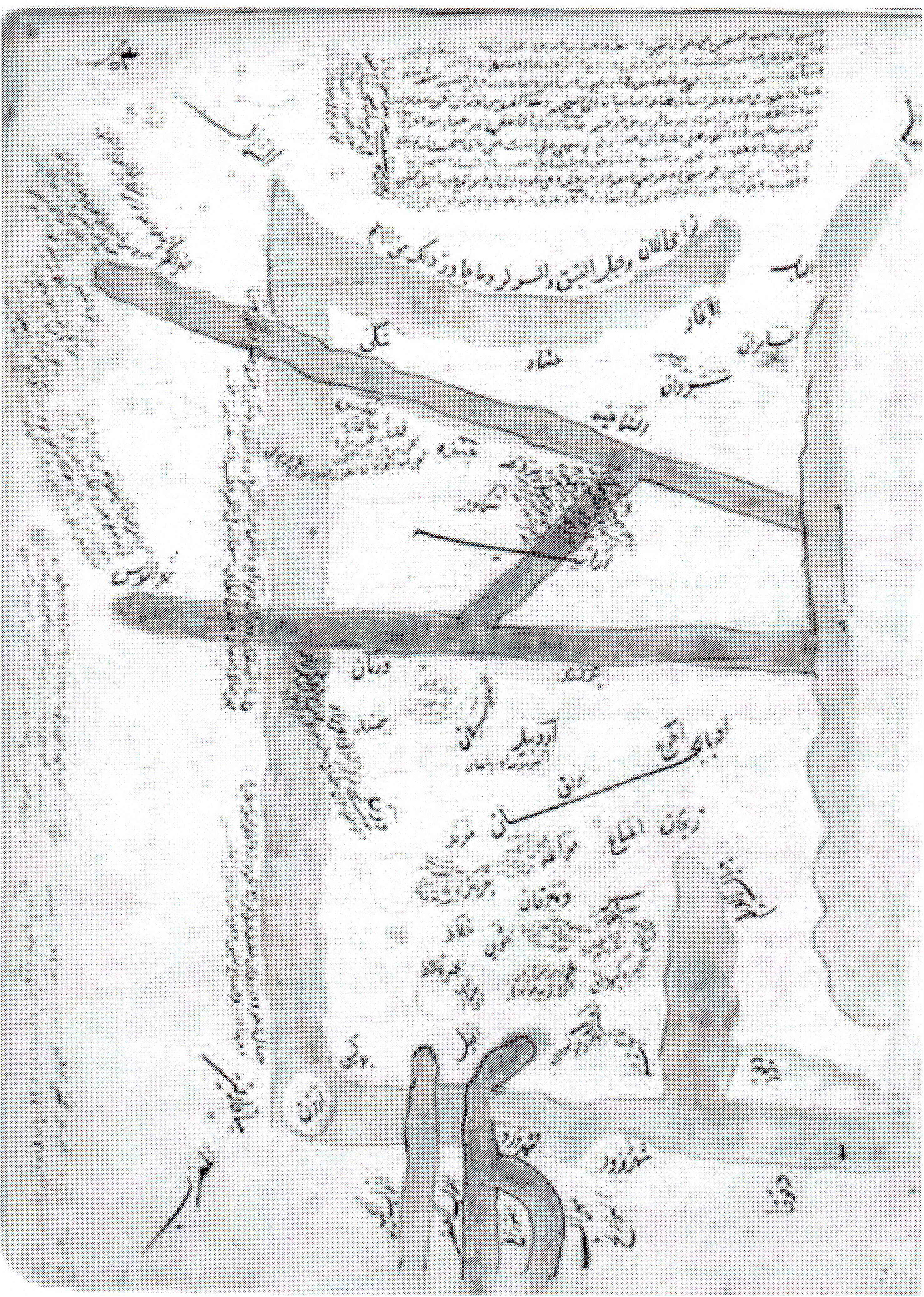
Carta di Ibn Hawqal di Armenia, Azerbaigian e Arran. Arran è a nord dei fiumi Aras e Kura, mentre l'Azerbaigian è a sud del fiume Aras.

I mannei furono conquistati e assorbiti da un popolo iranico chiamato matieni, e dal paese chiamato Matiene, con il lago Urmia chiamato lago Matianus. Matiene fu successivamente conquistata dai Medi e divenne una satrapia dell'Impero mediano e poi una sub-satrapia della satrapia dei medi dell'Impero persiano.
Secondo l'Encyclopædia Britannica, i Medi erano un popolo indoeuropeo, imparentato con i persiani, che entrò nell'Iran nord-orientale probabilmente già nel XVII secolo a.C. e si stabilì nella terra dell'altopiano che divenne nota come Media.
Dopo la conquista della Persia da Alessandro Magno, (328 a.C.) il generale persiano Atropate fu nominato governatore, che stabilì alla fine una dinastia indipendente. La regione, che divenne nota come Atropatene (dopo Atropate), fu molto controversa. Nel II secolo a.C. fu liberata dalla dominazione seleucide da Mitridate I della dinastia Arsacide, e in seguito divenne una provincia dell'Impero sasanide di Ardashir I. Sotto i sasanidi, l'Azerbaigian era governato da un marzubān e, verso la fine del il periodo, apparteneva alla famiglia di Farrokh Hormizd.
Gran parte della regione fu conquistata dal Regno d'Armenia. Ampie parti della regione fecero parte dell'Armenia storica. Le parti dell'Armenia storica all'interno di quello che è l'Azerbaigian moderno comprendevano le regioni Persarmenia, Vaspurakan e Paytakaran. Vaspurakan, di cui gran parte si trovava nell'attuale Azerbaigian iraniano, è descritta come la culla della civiltà armena. La parte nord-ovest della regione che faceva parte del Regno di Armenia (provincia della Persarmenia), è testimoniato dai monasteri di Dzordzor, di Santo Stefano di Jolfa e di Kara Kelisa (chiesa nera in turco), inseriti tra i patrimoni dell'umanità.
Il 26 maggio 451 d.C., fu combattuta una battaglia molto importante che si sarebbe rivelata immensamente fondamentale nella storia armena. Nella pianura di Avarayr, in quella che è l'odierna Chūrs (nell'attuale provincia dell'Azerbaigian occidentale), l'esercito armeno sotto Vardan Mamikonian si scontrò con la Persia sassanide. Anche se i persiani uscirono vittoriosi sul campo di battaglia, lo scontro si rivelò una grande vittoria strategica per gli armeni, poiché Avarayr aprì la strada al trattato di Nvarsak (484 d.C.), che affermava il diritto dell'Armenia di praticare liberamente il cristianesimo.
Eraclio, l'imperatore bizantino, tenne brevemente la regione nel VII secolo fino a quando non fu realizzata la pace con i Sasanidi. Dopo la conquista islamica dell'Iran, gli invasori arabi convertirono la maggior parte della sua gente all'Islam e ne fecero una parte del califfato.

### Periodo islamico

#### Periodo sasanide e primo periodo islamico

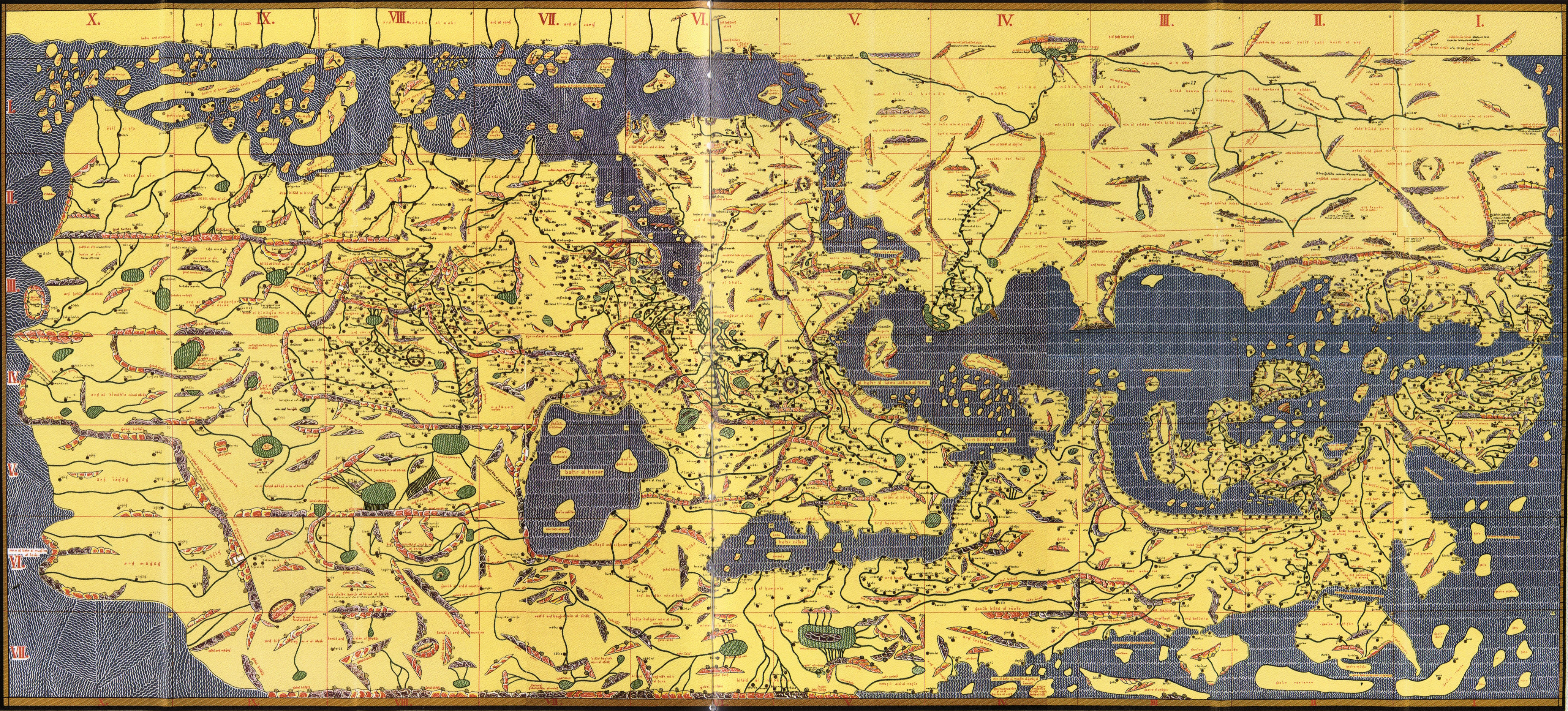
La Tabula Rogeriana, disegnata da Muhammad al-Idrisi per Ruggero II di Sicilia nel 1154. L'Azerbaigian a sud-ovest del Mar Caspio. Il sud è posto in alto.

Durante l'invasione araba dell'Iran, lo spahbed dell'Iran fu Rostam Farrokhzad, figlio di Farrukh Hormizd, figlio di Vinduyih, zio di Cosroe I e fratello dell'usurpatore sasanide Vistahm. Lo stesso Rustam nacque in Azerbaigian e guidò l'esercito sasanide in battaglia. Fu anche menzionato nello Shāh-Nāmeh.
L'esercito sasanide fu sconfitto nella battaglia di al-Qādisiyya e Rostam Farrokhzad, insieme a molti altri veterani sasanidi, fu ucciso. Nel 642, Piruz Khosrow, uno dei sopravvissuti sasanidi durante la battaglia di al-Qādisiyyah, combatté contro i musulmani a Nahavand, che rappresentava una porta d'accesso alle province dell'Azerbaigian, dell'Armenia e dell'Albania caucasica. La battaglia fu feroce e le truppe sasanidi furono sconfitte. Ciò permise l'accesso dell'Azerbaigian. I musulmani invasero quindi l'Azerbaigian e catturarono Isfandiyar, figlio di Farrukhzad. Isfandiyar quindi promise, in cambio della sua vita, che avrebbe accettato di cedere i suoi possessi in Azerbaigian e che avrebbe aiutato i musulmani a sconfiggere suo fratello, Bahram. Bahram venne poi sconfitto e chiese la pace. Fu stipulato un accordo in base al quale l'Azerbaigian si arrendeva al califfo Umar con le consuete condizioni di pagamento della jizya annuale.
I musulmani si stabilirono in Azerbaigian come fecero in molte parti dell'Iran. Secondo lo storico iraniano azero Ahmad Kasravi, più musulmani si stabilirono in Azerbaigian rispetto ad altre province a causa degli abbondanti pascoli fertili della provincia. Le rivolte locali contro il califfato erano comuni e la più famosa fu quella del movimento persiano della Khurramiyya.

#### Abbasidi e selgiuchidi

La regione nord-occidentale dell'Iran durante IX secolo.

Dopo la rivolta di Babak Khorramdin, che era uno zoroastriano di provenienza neo-mazdakita, la presa del califfato abbaside sull'Azerbaigian si indebolì, consentendo la nascita di dinastie native azere. L'Azerbaigian fu conquistato dal curdo Daisam e dal sallaride Marzuban. Quest'ultimo unì Arran, Shirvan e gran parte dell'Armenia orientale. Dopo i confronti con le popolazioni locali dailamiti e curde che avevano già stabilito proprie dinastie ed emirati in diverse parti dell'Azerbaigian, i Selgiuchidi dominarono la regione nell'XI e all'inizio del XII secolo, momento in cui iniziò la turchizzazione linguistica delle popolazioni indigene iraniche. Nel 1136 l'Azerbaigian cadde sotto l'Atabakan-e-Azerbaigian e l'Atabakan-e-Maragheh. Successivamente fu invasa dal Khwārazmshāh corasmo Jalāl al-Dīn che conservò l'Azerbaigian fino al momento delle invasioni mongole.
Nei primi anni del XIII secolo, gran parte dell'Azerbaigian fu conquistata dal Regno di Georgia, all'epoca guidato da Tamara Bagration. Sotto il comando dei fratelli zakaridi e Ivane Mkhargrdzeli, i Georgiani conquistarono Ardabil e Tabriz nel 1208, e Qazvin e Khoy nel 1210.

#### Mongoli e turcomanni
I Mongoli, sotto Hulagu Khan, stabilirono la loro capitale a Maragheh. Il libro Safina-yi Tabriz descrive lo stato generale di Tabriz durante il periodo dell'ilkhanato. Dopo essere stata conquistata da Tamerlano nel XIV secolo, Tabriz divenne un importante capoluogo di provincia dell'Impero timuride. Successivamente, Tabriz divenne la capitale dell'impero Kara Koyunlu.

#### Safavidi, Afsharidi e Qajar e perdita dei territori caucasici adiacenti
Fu ad Ardabil (l'antica Artavil) che sorse la dinastia safavide che rinnovò lo Stato della Persia e stabilì lo sciismo come religione ufficiale dell'Iran. Più o meno nello stesso periodo, la popolazione di quello che adesso è l'Azerbaigian e l'Iran fu convertita allo sciismo ed entrambe le nazioni rimangono le uniche nazioni al mondo con una maggioranza sciita significativa.
Dopo il 1502, l'Azerbaigian divenne il principale baluardo e base militare dei Safavidi. Fu la provincia principale dal quale i vari imperi iraniani avrebbero controllato le loro province caucasiche, fino al Daghestan all'inizio del XIX secolo. Nel frattempo, tra il 1514 e il 1603, gli Ottomani occuparono a volte Tabriz e altre parti della provincia durante le loro numerose guerre. Il controllo safavide fu ripristinato da Shah Abbas ma durante l'invasione afghana (1722–178) gli Ottomani riconquistarono l'Azerbaigian e altre province occidentali dell'Iran, fino a quando Nāḍer Shāh non li espulse. All'inizio del regno di Karīm Khān Zand, gli afghani Azad Khān si ribellarono senza successo in Azerbaigian e successivamente seguirono i Curdi di Khoy e altri capi tribù che governarono varie parti del territorio. Azad Khān fu però sconfitto da Erekle II. Con l'avvento dei Qajar, l'Azerbaigian divenne la residenza tradizionale degli eredi. Anche fino ad allora l'Azerbaigian rimase l'area principale da cui i governatori di alto rango avrebbero controllato i vari territori e khanati del Caucaso mentre la potenza principale rimase a Teheran.
Sebbene il primo sovrano dei Qajar, Aghā Moḥammad Khān, avesse riconquistato il Caucaso e tutto l'Iran in diverse rapide campagne, come il duro riassoggettamento della Georgia nel 1795, l'Iran alla fine perse irrevocabilmente tutta la regione del Caucaso a favore della vicina Russia zarista nel corso del XIX secolo, che ebbe un impatto cruciale sulla regione dell'odierno Azerbaigian iraniano. Poco dopo la riconquista della Georgia, Aghā Moḥammad Shāh fu assassinato mentre preparava una seconda spedizione nel 1797 a Şuşa. La riaffermazione dell'egemonia iraniana sulla Georgia non durò a lungo; nel 1799 i russi marciarono verso Tbilisi, che avrebbe segnato l'inizio della fine dei domini governati dall'Iran nel Caucaso, comprendenti la Georgia moderna, l'Armenia, la Repubblica dell'Azerbaigian e il Daghestan per via delle guerre russo-persiane del XIX secolo.
Dalla fine del XVII all'inizio del XVIII secolo, i Russi avevano attivamente perseguito una politica espansionistica nei confronti dell'Impero ottomano e dei regni iranici. Con la morte di Agha Mohammad Khan le truppe russe entrarono nel territorio sotto controllo iranico di Tbilisi nel 1799, che portò direttamente alla guerra russo-persiana (1804-1813), la prima di una serie di guerre russo-persiane durante il XIX secolo. Verso la fine della guerra nel 1813, con il conseguente trattato di Golestan, l'Iran dei Qajar fu costretto a cedere la Georgia, la maggior parte dell'odierna Repubblica dell'Azerbaigian e il Daghestan alla Russia. Gli unici territori caucasici rimasti in mano iranica furono l'attuale Armenia, il khanato del Nakhichevan e il khanato taliscio. Il conflitto successivo, la guerra russo-persiana (1826-1828), portò a una sconfitta ancora più umiliante, con l'Iran costretto a cedere le restanti regioni caucasiche, oltre ad avere truppe russe sul territorio che occuparono temporaneamente Tabriz e l'Azerbaigian iraniano.
L'area a nord del fiume Aras, che comprendeva l'area della repubblica contemporanea dell'Azerbaigian, della Georgia orientale, del Daghestan e dell'Armenia, era un territorio iranico fino a quando non fu occupato dalla Russia nel XIX secolo.
Nel corso del XIX secolo l'Iran perse contro Russia le regioni che controllava da secoli. Verso la fine del XIX secolo, il confine tra Iran e Russia venne stabilito più a sud, lungo il fiume Aras, che rappresenta oggi per buona parte del suo corso il confine tra Iran e Armenia e tra Iran e Azerbaigian.
Successivamente i Russi furono molto influenti nel nord dell'Iran, compreso l'Azerbaigian (poiché l'Iran settentrionale cadde nella sfera di influenza russa per decenni). Dopo il 1905, i rappresentanti dell'Azerbaigian furono molto attivi nella rivoluzione costituzionale iraniana come risultato di tale influenza russa.

#### Periodo contemporaneo
L'esercito russo (zarista) occupò l'Azerbaigian iraniano nel 1909 e nuovamente nel 1912-1914 e 1915-1918, seguito dalle forze ottomane nel 1914-1915 e 1918-1919. Nel 1920 sorse per un brevissimo periodo uno Stato autonomo, l'Azadistan, che venne presto abbattuto dagli eserciti iraniani. Le forze bolsceviche occuparono l'Azerbaigian iraniano e altre parti dell'Iran nel 1920-1921, e le forze sovietiche occuparono l'Azerbaigian iraniano nel 1941, creando uno stato autonomo di brevissima durata, sostenuto dai sovietici dal novembre 1945 al novembre 1946, che venne sciolto dopo la riunificazione dell'Azerbaigian iraniano con l'Iran nel novembre dello stesso anno. Il periodo che va all'incirca dall'ultima grande guerra russo-persiana fino a questa data è il cosiddetto periodo delle grandi influenze russe in Iran. Tutto l'Iran settentrionale, inclusi anche l'Azerbaigian iraniano, Gilan, Mazandaran, Qazvin e molti altri luoghi fino a Esfahan, cadde nella sfera di influenza russa. Gli eserciti russi furono di stanza in molte regioni dell'Azerbaigian iraniano, e vennero fondate scuole russe. Molti russi si stabilirono nella regione, ma meno che a Gilan e Mazandaran. Inoltre, l'Azerbaigian vide un grande afflusso dei cosiddetti emigrati bianchi che fuggirono in Iran dopo la rivoluzione bolscevica in Russia. Il nazionalismo iraniano, che ha caratterizzato anche la storia recente dell'Iran, è in parte il prodotto degli intellettuali azeri. Le province azere svolsero un ruolo importante nella vita culturale ed economica dell'Iran sia nell'era Pahlavi che nella rivoluzione costituzionale e islamica iraniana.

#### Monumenti
Le province occidentali e orientali iraniane dell'Azerbaigian possiedono un gran numero di monumenti di tutti i periodi della storia.

## Geografia
Questo territorio è diviso in varie province (Ostan in Lingua persiana), come l'Azerbaigian orientale, l'Azerbaigian occidentale, la provincia di Ardabil, la provincia di Zanjan e una parte delle province di Hamadān e Qazvin. Condivide i confini con la Repubblica dell'Azerbaigian, Armenia, Turchia e Iraq. Nella regione ci sono 17 fiumi e due laghi. Cotone, noci, tessuti, tè, macchinari e apparecchiature elettriche sono i settori principali. La regione alpina settentrionale, che comprende il Lago Urmia, è montuosa, con valli profonde e fertili pianure.
La regione è delimitata a nord dall'Armenia e dalla Repubblica dell'Azerbaigian, a ovest dal lago Urmia e dalle aree dell'Iran abitate dai curdi, e a est dalla provincia Gilan.
Essa ospita varie grandi città storiche, come Maragha, Tabriz, Zanjan, Ardabil, Urmia. L'Azerbaigian iraniano ha una popolazione che oscilla tra i 12, i 15 e i 30 milioni di Azeri (secondo le valutazioni rispettivamente della CIA, del governo iraniano e dei nazionalisti azeri). 

### Monti
- Il Sabalan è uno stratovulcano inattivo nella provincia di Ardabil nell'Iran nordoccidentale. È la terza montagna più alta dell'Iran e ha un lago craterico permanente formato alla sua sommità. Sabalan ha una stazione sciistica (Alvares) e diverse zone turistiche come le terme di Sarein. La montagna è nota per i suoi splendidi panorami, inclusa la gola di Shirvan, dove pochi scalatori si avventurano. L'altitudine del Sabalan è di 4.811 m (15.784 piedi).[48]
- Il Sahand è un enorme stratovulcano fortemente eroso nell'Iran nordoccidentale. Con i suoi 3.707 m (12.162 piedi), è la montagna più alta nella provincia iraniana dell'Azerbaigian orientale.
- Eynali è una piccola catena montuosa a nord di Tabriz, in Iran. La catena ha un paio di picchi tra cui l'Eynali (1.800 m o 5.910 piedi), Halileh (1.850 mo 6.070 piedi), Pakeh-chin (1.945 mo 6.381 piedi), Bahlul (1.985 mo 6.512 piedi) e il più alto Dand (2.378 mo 7.802 piedi).[49]
- Il monte Bozgush e l'Ağ Dağ è una montagna vulcanica di 3.306 metri (10.846 piedi)[50] a 20 km (10 miglia) a sud di Sarab e a nord di Mianeh, nella provincia dell'Azerbaigian orientale. I tulipani vengono coltivati sul ricco terreno vulcanico del Monte Bozgush e le erbe medicinali come mentuccia, timo, borragine, ortica e liquirizia crescono spontaneamente sui pendii della montagna. Il monte Bozgush è uno stratovulcano composto principalmente da andesite.

### Fiumi

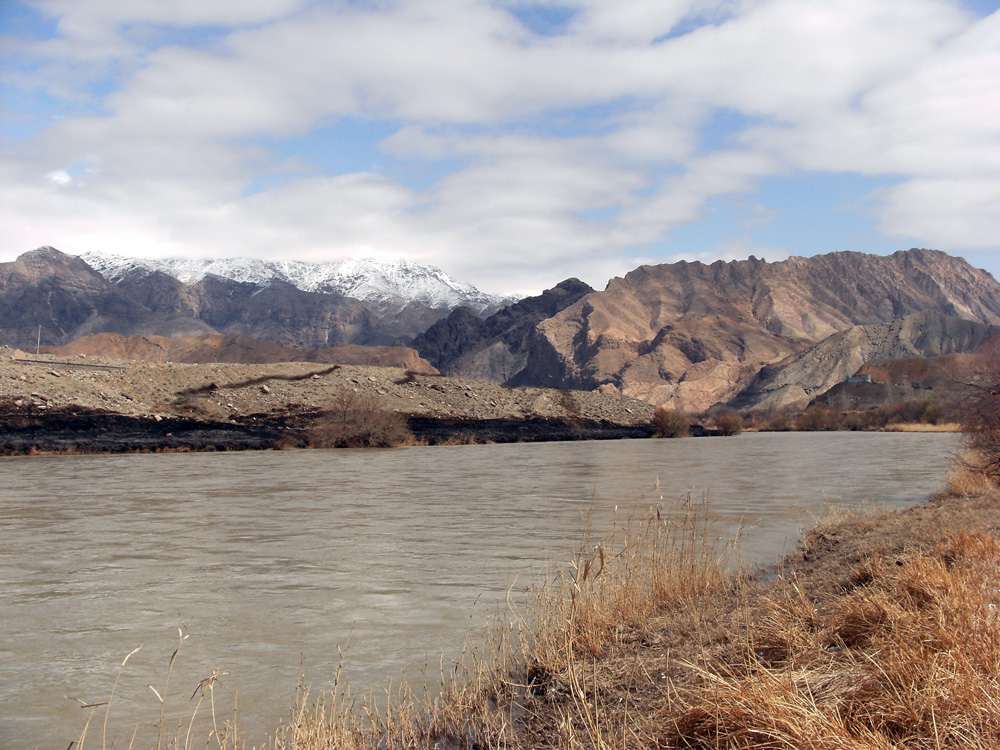
Fiume Aras, vicino Jolfa.

La maggior parte dei fiumi più grandi dell'Azerbaigian sfocia nel lago di Urmia o nel Mar Caspio (entrambi endoreici). Alcuni dei principali fiumi sono:
- Bacino del lago Urmia: Aji Chay (Quri Chay), Zarriné-Rūd, fiume Gadar e molti piccoli fiumi permanenti e stagionali.
- Bacino del Mar Caspio: Qizil Üzan, Sefīd-Rūd e fiume Aras (fiume Zangmar)

### Riserva della Biosfera

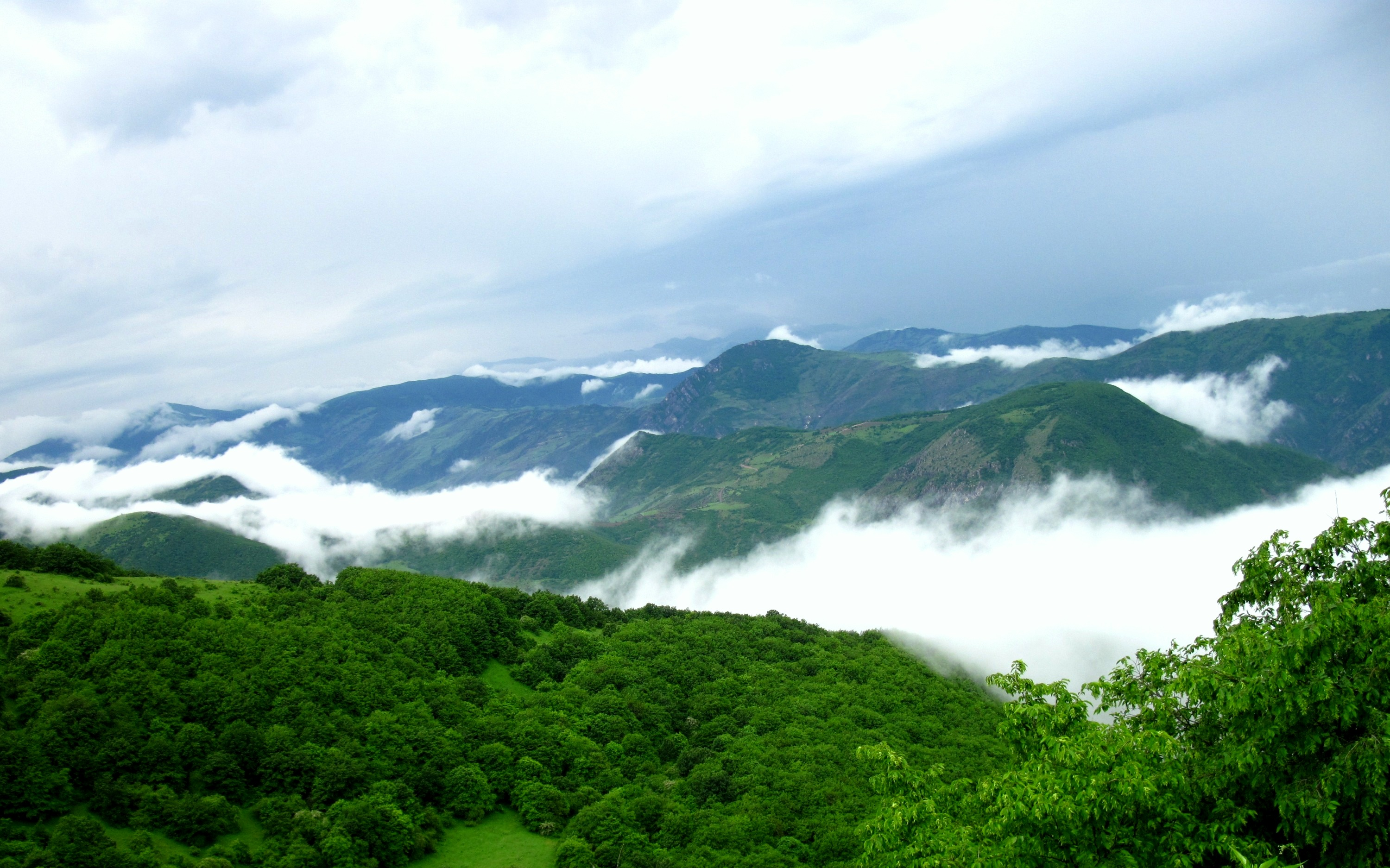
Monti dell'Arasbaran.

Arasbārān è una riserva della biosfera registrata dall'UNESCO (dal 1976) e un dipartimento dell'ambiente dell'iran designato come "Area protetta" nella provincia di Azerbaigian orientale con un'altitudine variabile da 256 m nelle vicinanze del fiume Aras a 2.896 m e copre un'area di 78.560 ettari (194.100 acri; 303,3 miglia quadrate). La biosfera ospita anche circa 23.500 nomadi. Arasbaran è delimitata dal fiume Aras a nord, dalla contea di Meshgin Shahr e Moghan a est, dalla contea di Serab a sud e dalle contee di Tabriz e Marand a ovest.

### Laghi
- Il lago Urmia è un lago salato vicino al confine dell'Iran con la Turchia. Il lago si trova tra le province dell'Azerbaigian orientale e dell'Azerbaigian occidentale, a ovest della porzione meridionale del Mar Caspio di forma simile. È il lago più grande del Medio Oriente.[52]
- Il lago Shorabil si trova in una zona collinare a sud di Ardabil. L'Università di Ardabil si trova vicino al lago.[53]
- Il lago Gurigöl è un piccolo lago fresco a salmastro negli altopiani della provincia dell'Azerbaigian orientale. Insieme ai canneti adiacenti costituisce un'importante area di riproduzione per gli uccelli acquatici. Un sito di 1,2 km quadrati (0,46 miglia quadrate) è stato designato come sito di protezione delle zone umide della Convenzione di Ramsar il 23 giugno 1975.
- Il lago Neor si trova in una zona collinare a sud della provincia di Ardabil, sulla strada Ardabil – Khalkhal.

### Pianura
La pianura di Mughan è una pianura situata tra l'Iran e la parte meridionale della Repubblica dell'Azerbaigian. La più alta densità di canali di irrigazione si trova nella sezione della pianura Mugan che si trova nella Repubblica dell'Azerbaigian. Si trova sulla riva del fiume Aras che si estende fino all'Iran.
La piana di Urmia si trova nella provincia dell'Azerbaigian occidentale, situata sul lato occidentale del lago Urmia e sul lato orientale del confine turco.

## Politica

### Assemblea di esperti
Degli 86 membri dell'Assemblea degli esperti, 11 sono rappresentanti della regione dell'Azerbaigian.
- 5 rappresentanti dell'Azerbaigian orientale.
- 3 rappresentanti dell'Azerbaigian occidentale.
- 2 rappresentanti della provincia di Ardabil.
- 1 rappresentante della provincia di Zanjan.

### Assemblea consultiva islamica
Dei 290 membri dell'Assemblea consultiva islamica, 44 sono rappresentativi della regione dell'Azerbaigian.

### Consolati
| Paese                  | Nome                                               | Città  | Provincia               |
| ---------------------- | -------------------------------------------------- | ------ | ----------------------- |
| Turchia (bandiera)     | Consoltato turco di Tabriz                         | Tabriz | Azerbaigian Orientale   |
| Turchia (bandiera)     | Consolato turco di Urmia                           | Urmia  | Azerbaigian Occidentale |
| Azerbaigian (bandiera) | Consolato della Republica di Azerbaigian di Tabriz | Tabriz | Azerbaigian Orientale   |

## Economia
L'economia dell'Azerbaigian iraniano è basata sulle industrie pesanti, industrie alimentari, agricoltura e artigianato. Il più grande centro economico è Tabriz, che contiene la maggior parte delle industrie pesanti e alimentari. L'Azerbaigian iraniano ha due zone di libero scambio designate per promuovere il commercio internazionale: la zona libera di Aras e la Zona libera di Maku. Le industrie agricole nell'Azerbaigian iraniano sono relativamente migliori di molte altre parti del paese a causa delle precipitazioni relativamente più elevate. L'artigianato è per lo più un'industria stagionale soprattutto nelle zone rurali durante l'inverno, quando termina la stagione agricola. Ci sono 500 unità produttive e industriali importanti in quest'area.

### Zone di libero scambio e centri espositivi
Tabriz International Exhibition Center: è un complesso con vaste infrastrutture espositive, si trova nella parte orientale di Tabriz. Tiene oltre quaranta mostre commerciali su un programma annuale. La fiera più famosa è TEXPO.
Zona franca di Aras: si trova nella provincia dell'Azerbaigian Orientale, nel nord-ovest dell'Iran, adiacente alla Repubblica Autonoma di Nakhchivan, Armenia e Repubblica dell'Azerbaigian.
Zona franca di Maku: si trova nella provincia dell'Azerbaigian occidentale, nel nord-ovest dell'Iran, adiacente alla Turchia.

### Industrie pesanti
I settori industriali includono macchine utensili, fabbriche di veicoli, raffinerie di petrolio, complessi petrolchimici, industria alimentare, cemento, tessuti, apparecchiature elettriche e macinazione dello zucchero. Oleodotti e gasdotti attraversano la regione. Vengono prodotti anche lana, tappeti e articoli in metallo.

### Tappeti
Il tappeto Ardabil e il tappeto Tabriz sono ritenuti il miglior tipo di tappeto iraniano. Il 40% delle esportazioni di tappeti iraniani viene effettuato attraverso l'Azerbaigian orientale. I tappeti azeri più importanti sono:
- I tappeti di Tabriz si inseriscono nella categoria generale dei tappeti iraniani provenienti dalla città di Tabriz.[60]
- Il tappeti di Heriz sono tappeti persiani dell'area di Heris, nell'Azerbaigian orientale, a nord-est di Tabriz. Tali tappeti sono prodotti nell'omonimo villaggio alle pendici del Monte Sabalan.
- I tappeti di Ardabil provengono da Ardabill che ja una lunga e illustre storia di tessitura di tappeti azeri. Il regno della dinastia safavide nel XVI e XVII secolo rappresentò il culmine della produzione di tappeti azeri nella regione.
- I tappeti del Karadagh o tappeti Karaja sono fatti a mano all'interno o vicino al villaggio di Qarājeh (Karaja), nella regione di Qareh Dāgh (Karadagh) appena a sud del confine con l'Azerbaigian, a nord-est di Tabriz. Il motivo più noto mostra tre medaglioni geometrici che sono in qualche modo simili a quelli dei tappeti caucasici. Quella centrale ha un contorno ad uncino e differisce di colore dalle altre, che sono stelle a otto punte.[61]

### Industrie alimentari
Più del 50% dell'intero export alimentare iraniano proviene dall'Azerbaigian iraniano. Il principale hub per l'industria alimentare nella regione è Tabriz, che comprende i produttori di Shirin Asal, Aydin, Shoniz, Anata, Baraka e Chichak.

### Agricoltura
Cereali, frutta, cotone, riso, noci e tabacco sono i raccolti di base della regione.

## Demografia

### Gruppi etnici
Gli azero-iraniani sono un popolo di lingua turca, in gran parte di origine iraniana e in minima parte caucasica. Contano una percentuale tra il 16 e il 24% e un numero tra i 15 e i 16 milioni della popolazione iraniana e costituiscono di gran lunga il secondo gruppo etnico più numeroso del nazione. Nella regione dell'Azerbaigian la popolazione è composta principalmente da azeri. Gli azeri sono il gruppo più numeroso dell'Azerbaigian iraniano, mentre i curdi sono il secondo gruppo più numeroso e la maggioranza in molte città della provincia dell'Azerbaigian occidentale. L'Azerbaigian iraniano è una delle regioni più ricche e densamente popolate dell'Iran. La maggioranza degli azeri sono seguaci dell'Islam sciita. Gli azeri iraniani risiedono principalmente nelle province nord-occidentali, comprese le province dell'Azerbaigian iraniano (Azerbaigian orientale, Azerbaigian occidentale e Ardabil), Zanjan, nonché le regioni del nord fino alla contea di Hamadan e al distretto di Shara nell'est della provincia di Hamadan, in alcune regioni della provincia di Qazvin e si registrano anche alcune minoranze azere che vivono nelle province di Markazi, Kordestan, Gilan e Kermanshah.
Nelle regioni abitano anche gruppi più piccoli, come armeni, assiri, curdi, tati, talisci, ebrei, circassi (e altri popoli del Caucaso) e persiani.

### Religione
La maggior parte degli azeri in Azerbaigian sono seguaci dell'Islam sciita imamita. Gli azeri commemorano i giorni sacri sciiti (dieci primi giorni del mese sacro delMuharram). La minoranza sunnita dei turchi azeri (shafeiti e hanafiti) vivono nella provincia di Ardabil (Hashatjin e nei villaggi della contea di Bileh Savar) e nella provincia dell'Azerbaigian occidentale (vicino alle città di Urmia, Khoy e Salmas) con una popolazione di circa 200.000 persone.

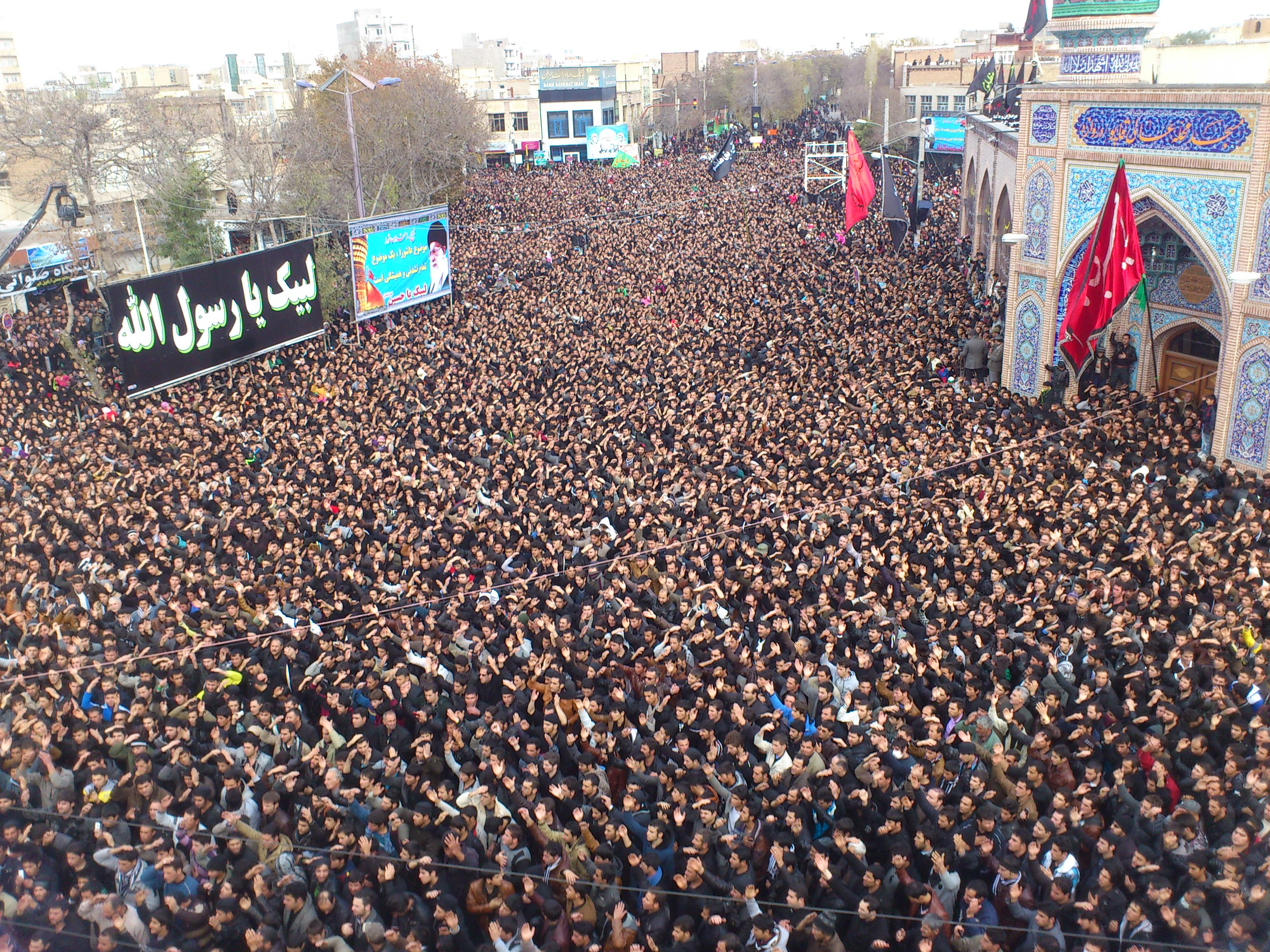
Muharram a Ardabil
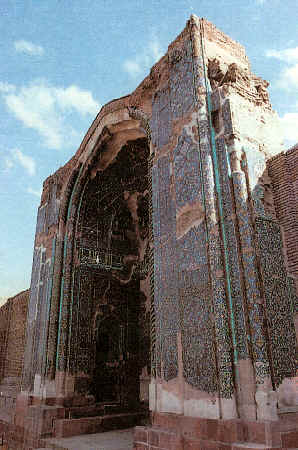
Moschea Blu di Tabriz
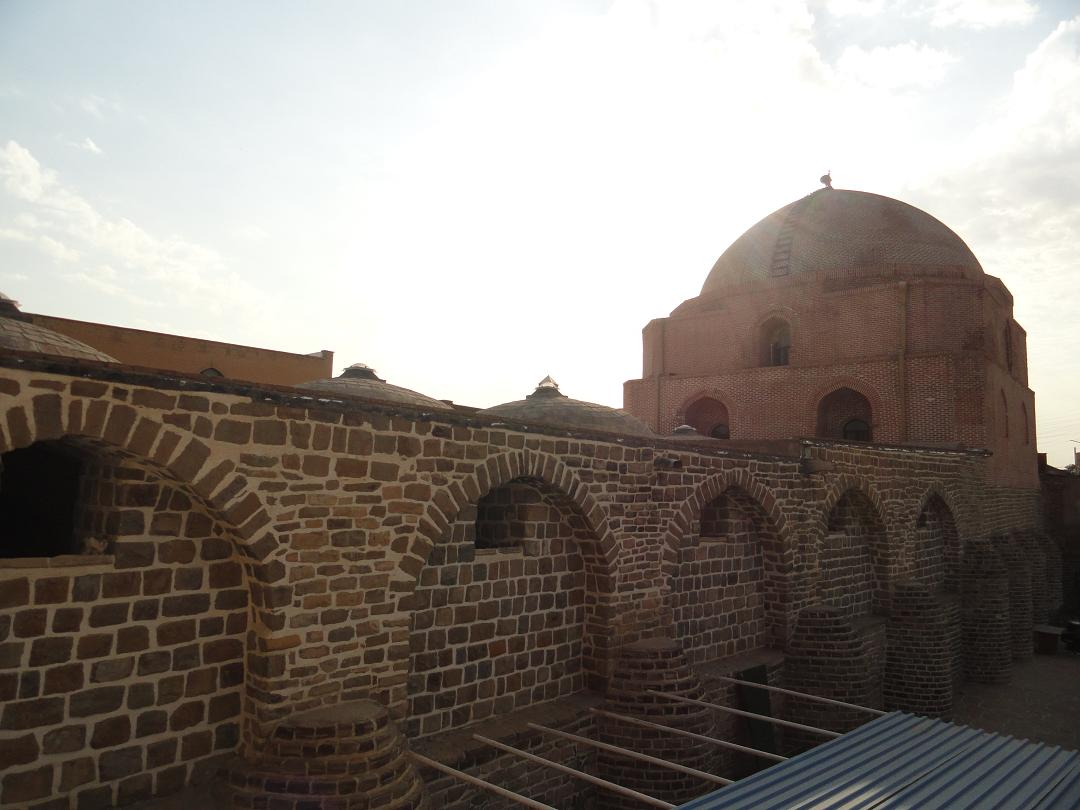
Moschea Jamʿeh di Urmia
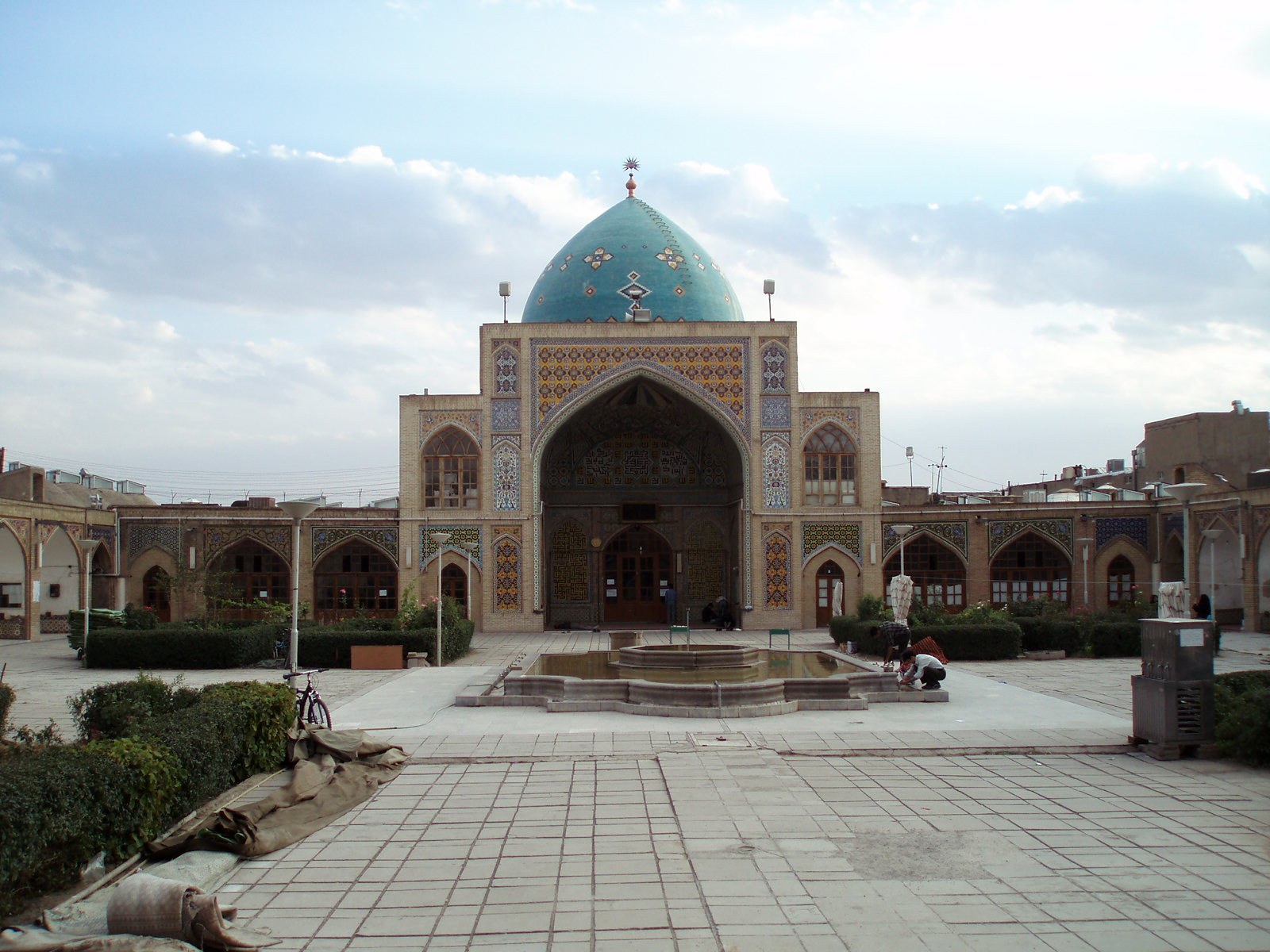
Moschea Jamʿeh di Zanjan

### Immigrazione
Gli azeri vivono principalmente nelle parti nord-occidentali dell'Iran, ma grandi popolazioni azere si possono trovate nel Khorasan, principalmente a Mashhad, così come a causa della migrazione interna nell'Iran centrale a Teheran, Karaj, e Qum. Gli azeri costituiscono il 25% - 33% della popolazione di Teheran e della provincia di Teheran. Ali Khamenei, Guida suprema dell'Iran, è nato a Mashhad ed è di origine azera. I giornali bilingui (persiano e azero) Varliq e Azari vengono stampati a Teheran.

### Popolazione
Secondo il censimento della popolazione del 2012, le quattro province dell'Azerbaigian Orientale (3.724.620 pop. 2012), Azerbaigian Occidentale (3.080.576 pop. 2012), Zanjan (1.015.734 pop. 2012) e Ardabil (1.248.488 pop. 2012) hanno una popolazione totale di 9 milioni di persone.

### Suddivisioni amministrative
Le principali città dell'Azerbaigian sono Tabriz, (capoluogo dell'Azerbaigian orientale), Urmia (capoluogo dell'Azerbaigian occidentale), Zanjan (capoluogo della provincia di Zanjan), Ardabil (capoluogo della provincia di Ardabil) e le città principali non capoluoghi della provincia dell'Azerbaigian sono Khoy e Maragheh.
| Posizione | Città    | Contea (shahrestān) | Provincia               | Popolazione (2016) | Immagine |
| --------- | -------- | ------------------- | ----------------------- | ------------------ | -------- |
| 1         | Tabriz   | Contea di Tabriz    | Azerbaigian Orientale   | 1.558.693          |          |
| 2         | Urmia    | Contea di Urmia     | Azerbaigian Occidentale | 736.224            |          |
| 3         | Ardabil  | Contea di Ardabil   | Provincia di Ardabil    | 529.374            |          |
| 4         | Zanjan   | Contea di Zanjan    | Provincia di Zanjan     | 486.495            |          |
| 5         | Khoy     | Contea di Khoy      | Azerbaigian Occidentale | 198.845            |          |
| 6         | Maragheh | Contea di Maragheh  | Azerbaigian Orientale   | 175.255            |          |
| 7         | Miandoab | Contea di Miandoab  | Azerbaigian Occidentale | 134.425            |          |
| 8         | Marand   | Contea di Marand    | Azerbaigian Orientale   | 130.825            |          |
| 9         | Ahar     | Contea di Ahar      | Azerbaigian Orientale   | 100.641            |          |

### Nuove suddivisioni amministrative (2014)

Le nuove 5 regioni dell'Iran. La nord-occidentale è chiamata Regione 3 e il suo capoluogo è Tabriz.

Il governo del Ministero dell'Interno di Hassan Rouhani ha dichiarato la modifica amministrativa della regione. 31 province dell'Iran sono convertite in Regione; la terza regione del nord-ovest dell'iran chiamata Regione 3 che include la provincia dell'Azerbaigian orientale, la provincia dell'Azerbaigian occidentale, la provincia di Ardabil, la provincia di Zanjan, la provincia di Gilan e la provincia del Kurdistan.

## Cultura
Gli azeri, un popolo di lingua turca, rappresentano culturalmente una parte dei popoli iranici e hanno influenzato la cultura iraniana. Allo stesso tempo, sono stati influenzati e influenzati dai loro vicini non iraniani, in particolare caucasici e russi. Gli azeri sia in Iran che nella Repubblica dell'Azerbaigian sono per lo più musulmani sciiti. Gli azeri in Iran e nella Repubblica dell'Azerbaigian festeggiano il Nawrūz, il Capodanno iraniano, all'arrivo della primavera. L'Azerbaigian ha una musica distinta che è strettamente collegata alla musica di altri popoli iranici come la musica persiana e la musica curda, e anche la musica dei popoli caucasici. Sebbene la lingua azera non sia una lingua ufficiale dell'Iran, è ampiamente usata, principalmente a livello orale, tra gli azeri iraniani.

### Letteratura
Molti poeti provenienti dall'Azerbaigian hanno scritto poesie sia in persiano che in azero. Poeti famosi in lingua azera sono Nasimi, Shāh Ismāʿīl I (che era conosciuto con lo pseudonimo Khaṭāʾī). Fużūlī, Nasimi e Jahān Shāh nacquero probabilmente al di fuori di quello che oggi è l'Azerbaigian iraniano. L'azero era la lingua dominante tra le dinastie dei governanti turchi dell'area come gli Ak Koyunlu e il Kara Koyunlu e successivamente fu usata nella corte safavide, fino a quando Esfahan divenne capitale. Nel XVI secolo, la letteratura azera fiorì ulteriormente con lo sviluppo del genere poetico dell'ashik (in azero aşıq). Nello stesso periodo, sotto lo pseudonimo di Khaṭāʾī (arabo: خطائی per "peccatore") Shāh Ismā'īl I scrisse circa 1400 versi in azero, che furono poi pubblicati come suo dīwān. Uno stile letterario unico noto come qoshma (azero: qoşma per "improvvisazione") fu introdotto in questo periodo e sviluppato da Shāh Ismāʿīl e più tardi da suo figlio e successore, Shāh Ṭahmasp e Ṭahmasp I. Nell'arco del XVII, XVIII e XIX secolo, i generi unici di Fużūlī e la poesia ashik furono ripresi da importanti poeti e scrittori come Qovsi Tabrīzī, Shāh ʿAbbās Sānī, Khasta Qasim, Mīrzā Fatali Akhundov, Seyid Abulgasim Nabati, ʿAli Mojuz e altri.
Un pezzo influente della poesia azera del secondo dopoguerra, Heydar Babaya Salam è stato scritto dal poeta azero Mohammad-Hossein Shahriar. Questa poesia, pubblicata a Tabriz nel 1954 e scritta in un colloquiale azero, divenne popolare tra gli iraniani e il popolo della Repubblica Socialista Sovietica dell'Azerbaigian. In Heydar Babaya Salam, Shahriar espresse la sua identità di iraniano attaccato alla sua patria, lingua e cultura. Heydar Baba è una collina vicino a Khoshknab, il villaggio natale del poeta.
L'Azerbaigian è menzionato favorevolmente in molte occasioni nella letteratura persiana dai più grandi autori e poeti iraniani. Esempi:
گزیده هر چه در ایران بزرگان
زآذربایگان و ری و گرگان
Tutti i nobili e i grandi dell'Iran,
Scegli tra Azerbaigian, Rei e Gorgan
—Vis-o Ramin
از آنجا بتدبیر آزادگان
بیامد سوی آذرآبادگان
Da lì il saggio e il libero,
partì per l'Azerbaigian
—Niẓāmī
به یک ماه در آذرآبادگان
ببودند شاهان و آزادگان
Per un mese, Liberi e Re
Sceglierebbero di essere in Azerbaigian
—Ferdowsī

### Siti Patrimoni dell'umanità
Sono nove i siti storici nell'Azerbaigian iraniano che sono stati designati come Patrimonio dell'Umanità dall'UNESCO:
- Bazar di Tabriz: è uno dei più antichi bazar del Medio Oriente e il più grande bazar coperto del mondo. Il bazar è stato dichiarato Patrimonio dell'Umanità nel luglio 2010.[108][109]
- Santuario e tomba dello sceicco Safī al-Dīn: è la tomba dello sceicco Safi-ad-din situata ad Ardabil, in Iran.[110] Nel 2010 è stata iscritta nella Lista del Patrimonio Mondiale dell'UNESCO.[111]
- Takht-e Soleymān: letteralmente il Trono di Salomone, in epoche antiche note come Shiz o Adur Gushnasp, [151] letteralmente il Fuoco dei Re Guerrieri) è un sito archeologico nell'Azerbaigian Occidentale. Si trova a metà strada tra Urmia e Hamadan, molto vicino all'attuale città di Takab,
- Cupola di Soltaniyeh: situata vicino a Zanjan, a 240 chilometri (150 miglia) a nord-ovest di Teheran, era la capitale dei sovrani mongoli Ilkhanidi della Persia nel XIV secolo. Nel 2005 l'UNESCO ha inserito Soltaniyeh come uno dei siti del patrimonio mondiale. La strada da Zanjan a Soltaniyeh si estende fino a raggiungere la grotta Katale khor.
- Il complesso monastico armeno: Monastero di San Taddeo, Monastero di Santo Stefano, Chiesa della Santa Madre di Dio, Darashamb, Cappella di Dzordzor e Chiesa di Chupan sono siti del patrimonio mondiale.

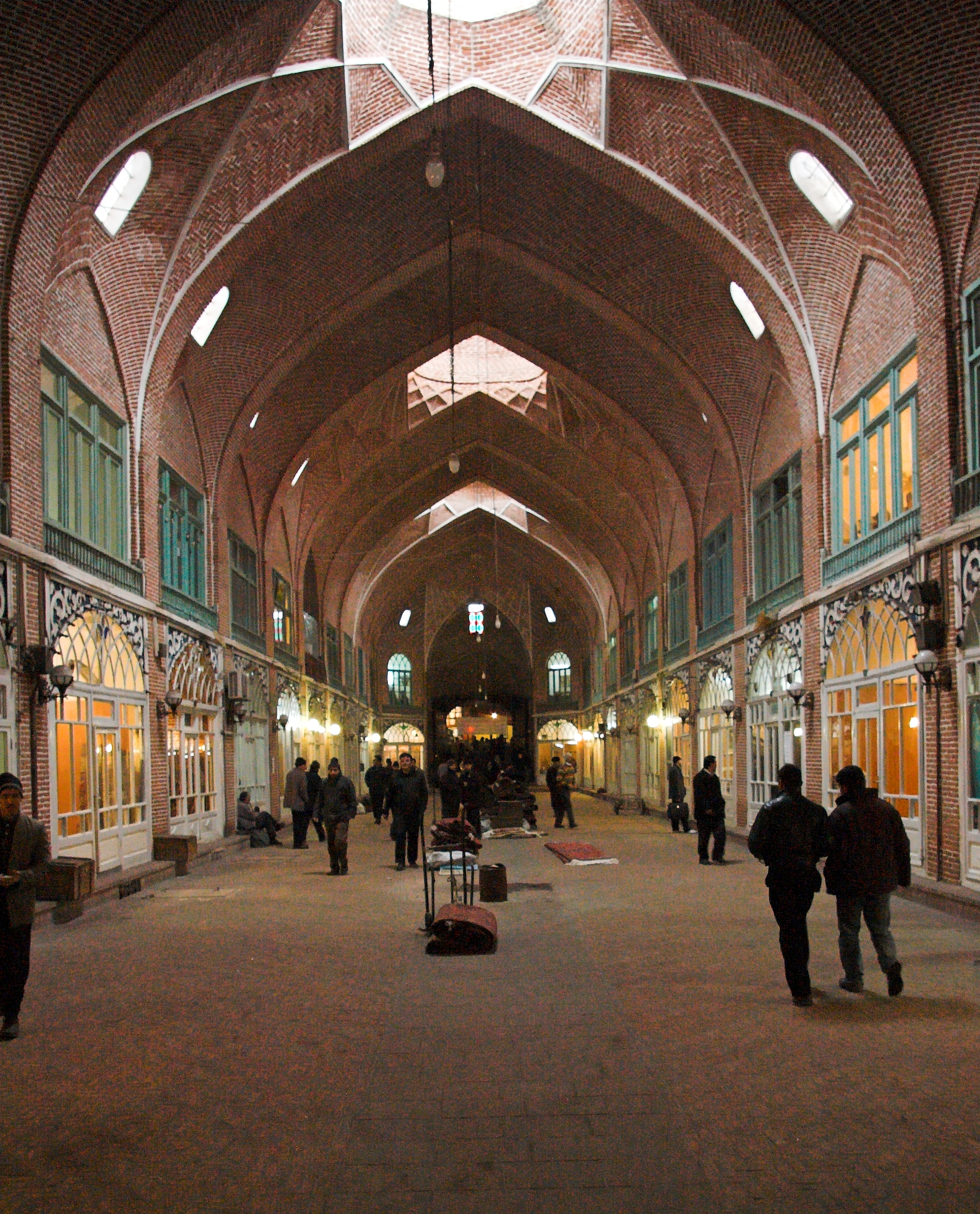
Bazar di Tabriz
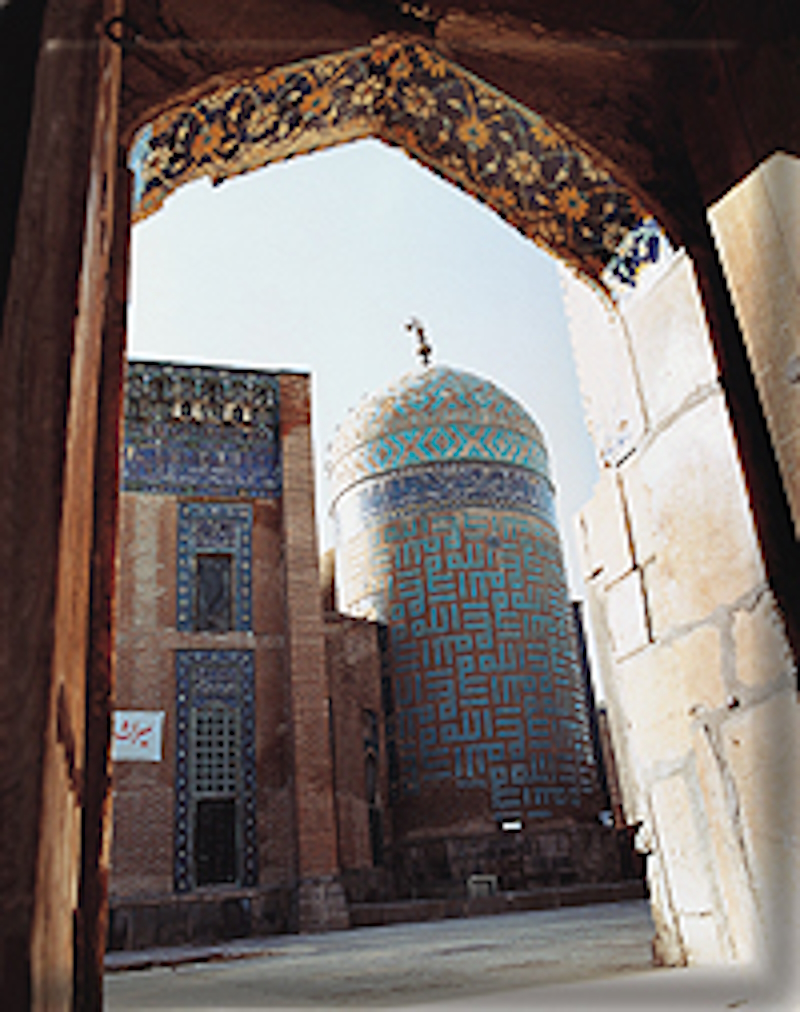
Santuario e tomba dello sceicco Safī al-Dīn
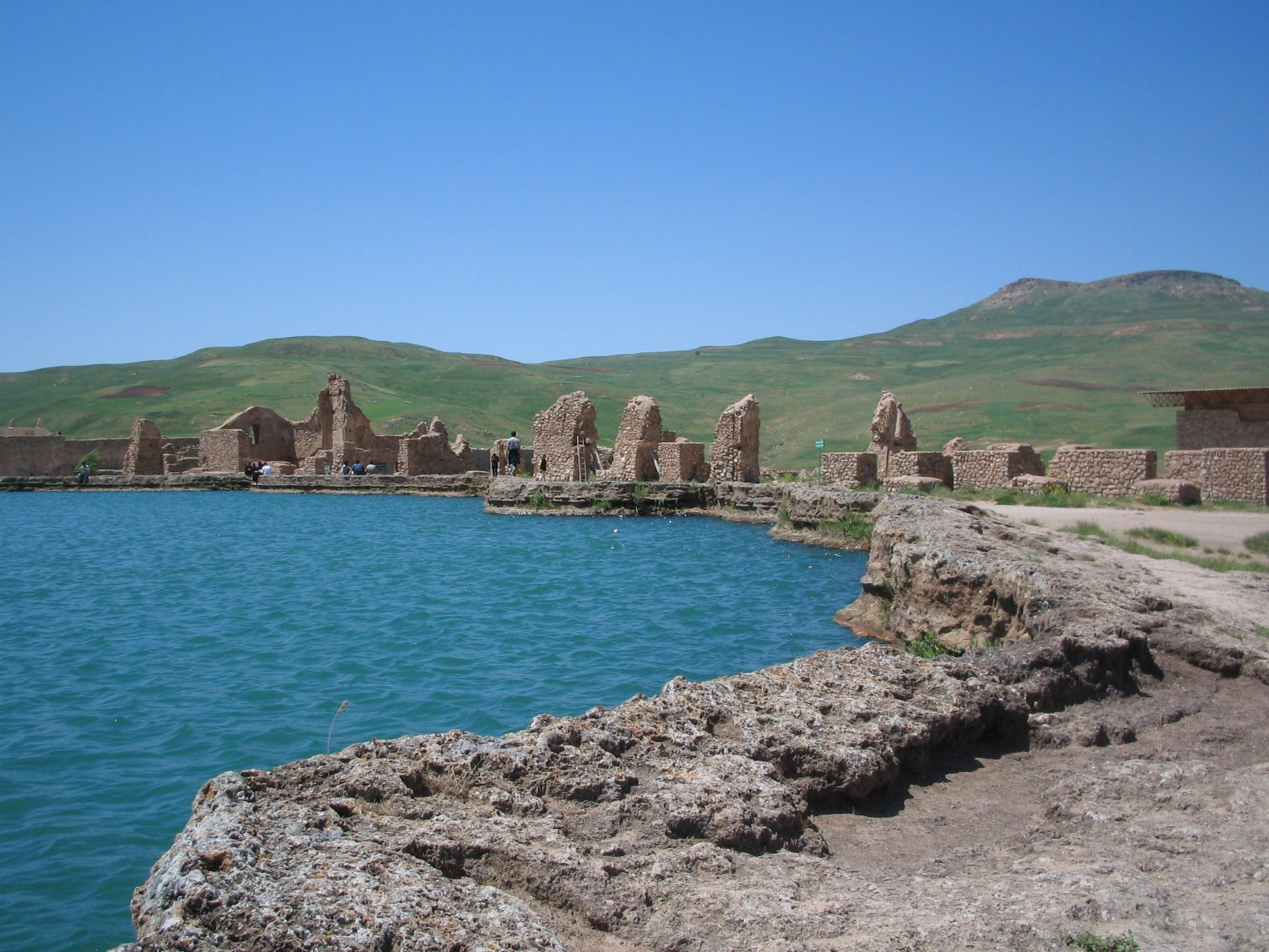
Takht-e Soleymān
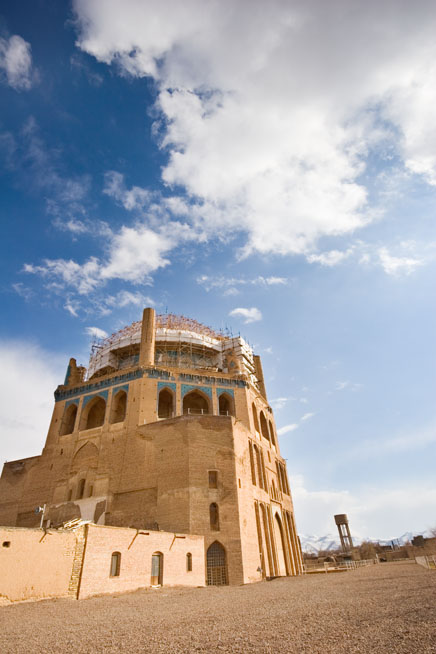
Cupola di Soltaniyeh a Soltaniyeh
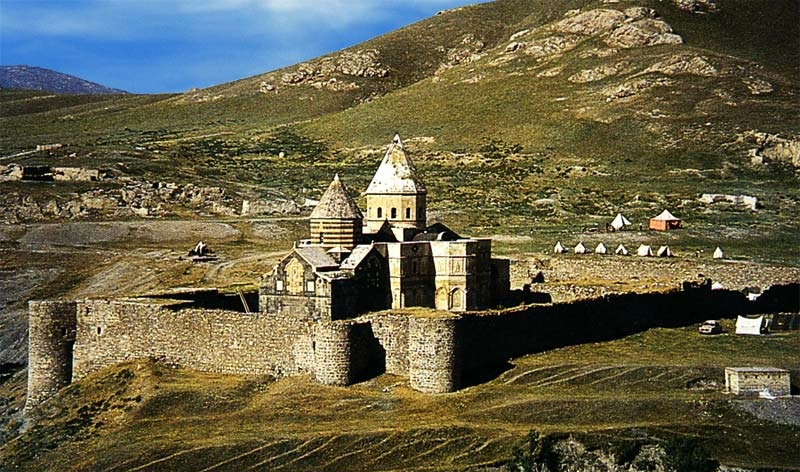
Monastero di Santo Stefano

### Università
Ci sono molte università in Azerbaigian, incluse unità e centri: università pubbliche come l'Università di Payame Noore, università private l'Università islamica Azad, istituiti educativi nonprofit.
Alcune delle più prestigiose università pubbliche della zona sono:
|    | Università e Istituti                                 | City     | Province                |
| -- | ----------------------------------------------------- | -------- | ----------------------- |
| 1  | Università di Tabriz                                  | Tabriz   | Azerbaigian Orientale   |
| 2  | Università di Urmia                                   | Urmia    | Azerbaigian Occidentale |
| 3  | Università di Ardabil                                 | Ardabil  | Provincia di Ardabil    |
| 4  | Università di Zanjan                                  | Zanjan   | Provincia di Zanjan     |
| 5  | Università tecnologica di Sahand                      | Tabriz   | Azerbaigian Orientale   |
| 6  | Università tecnologica di Urmia                       | Urmia    | Azerbaigian Occidentale |
| 7  | Istituto di Studi avanzati in Scienze di base (IASBS) | Zanjan   | Provincia di Zanjan     |
| 8  | Università di Scienze Mediche di Tabriz               | Tabriz   | Azerbaigian Orientale   |
| 9  | Università di Scienze Mediche di Urmia                | Urmia    | Azerbaigian Occidentale |
| 10 | Università di Scienze Mediche di Ardabil              | Ardabil  | Provincia di Ardabil    |
| 11 | Università di Scienze Mediche di Zanjan               | Zanjan   | Provincia di Zanjan     |
| 12 | Università delle Arti islamiche di Tabriz             | Tabriz   | Azerbaigian Orientale   |
| 13 | Università di Shahid Madani dell'Azerbaigian          | Tabriz   | Azerbaigian Orientale   |
| 14 | Università di Maragheh                                | Maragheh | Azerbaigian Orientale   |
| 15 | Osservatorio di Maragheh                              | Maragheh | Azerbaigian Orientale   |
| 16 | Università di Bonab                                   | Bonab    | Azerbaigian Orientale   |

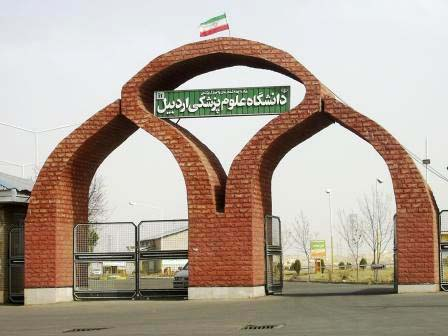
Università di Scienze Mediche di Ardabil
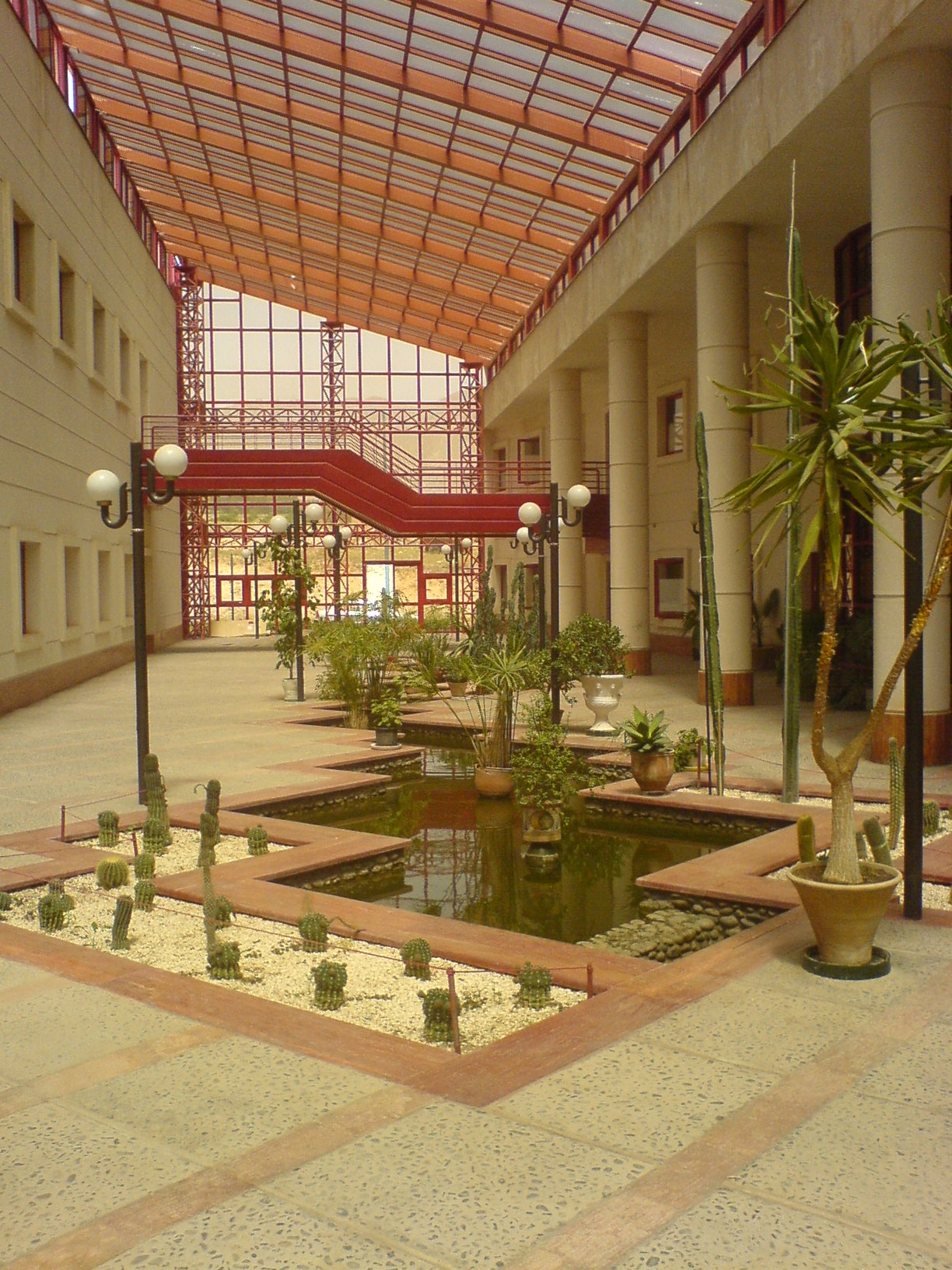
Dipartimento interno di Fisica dell'IASBS a Zanjan
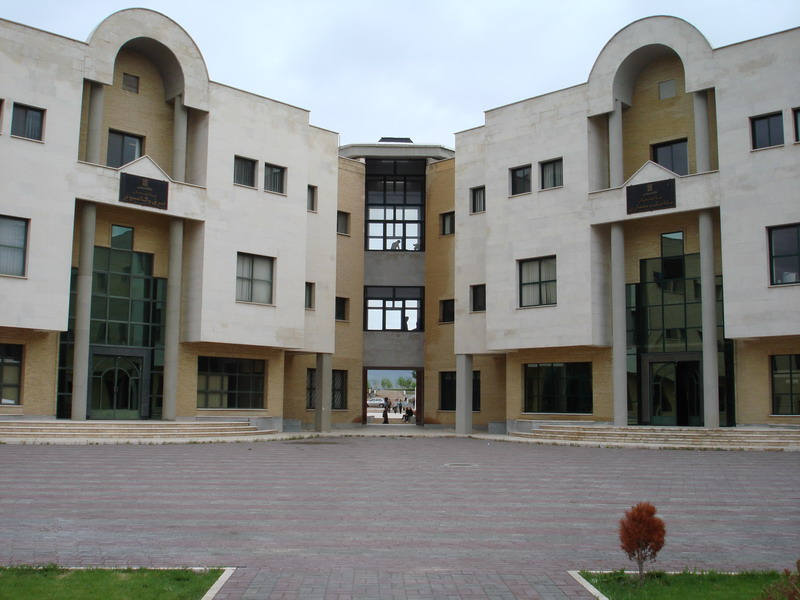
Università di Zanjan
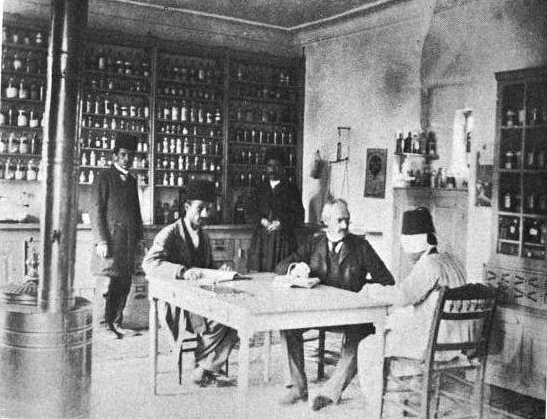
Joseph Cochran all'ospedale Westiminister di Urmia (Oggi Università di Scienze Mediche di Urmia)
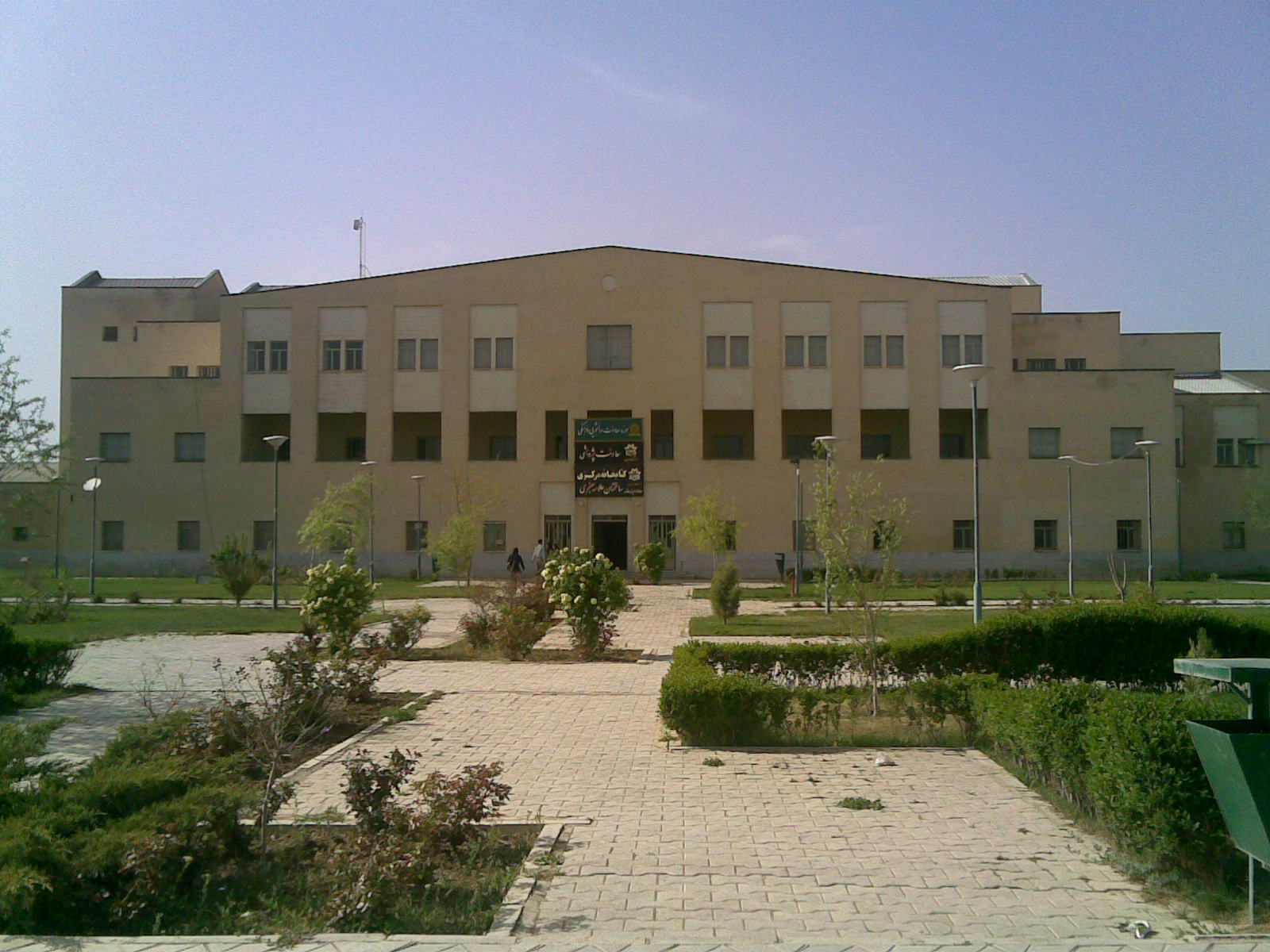
Università di Urmia
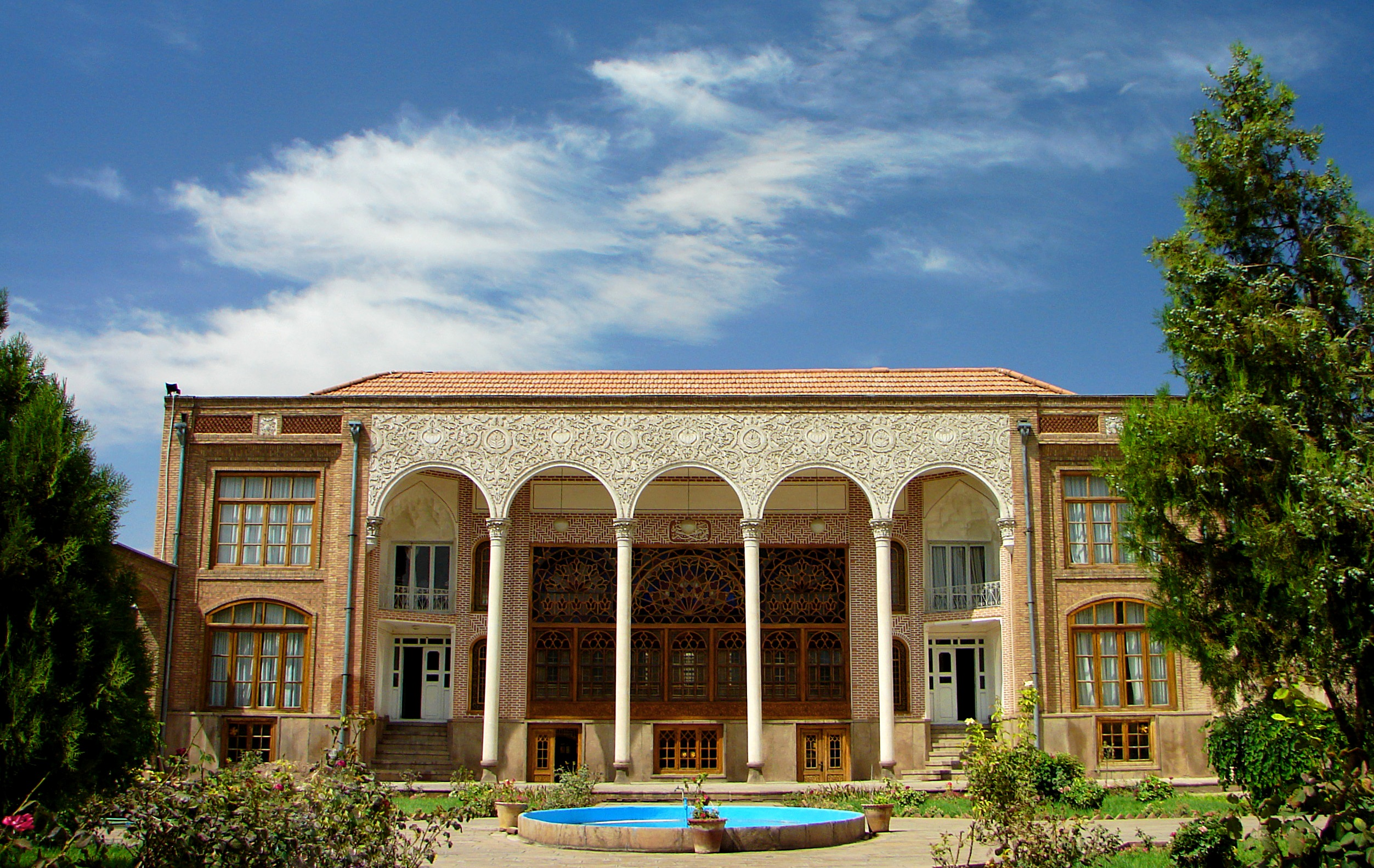
Casa Behnam è una parte della Scuola di Architettura dell'Università delle Arti islamiche di Tabriz
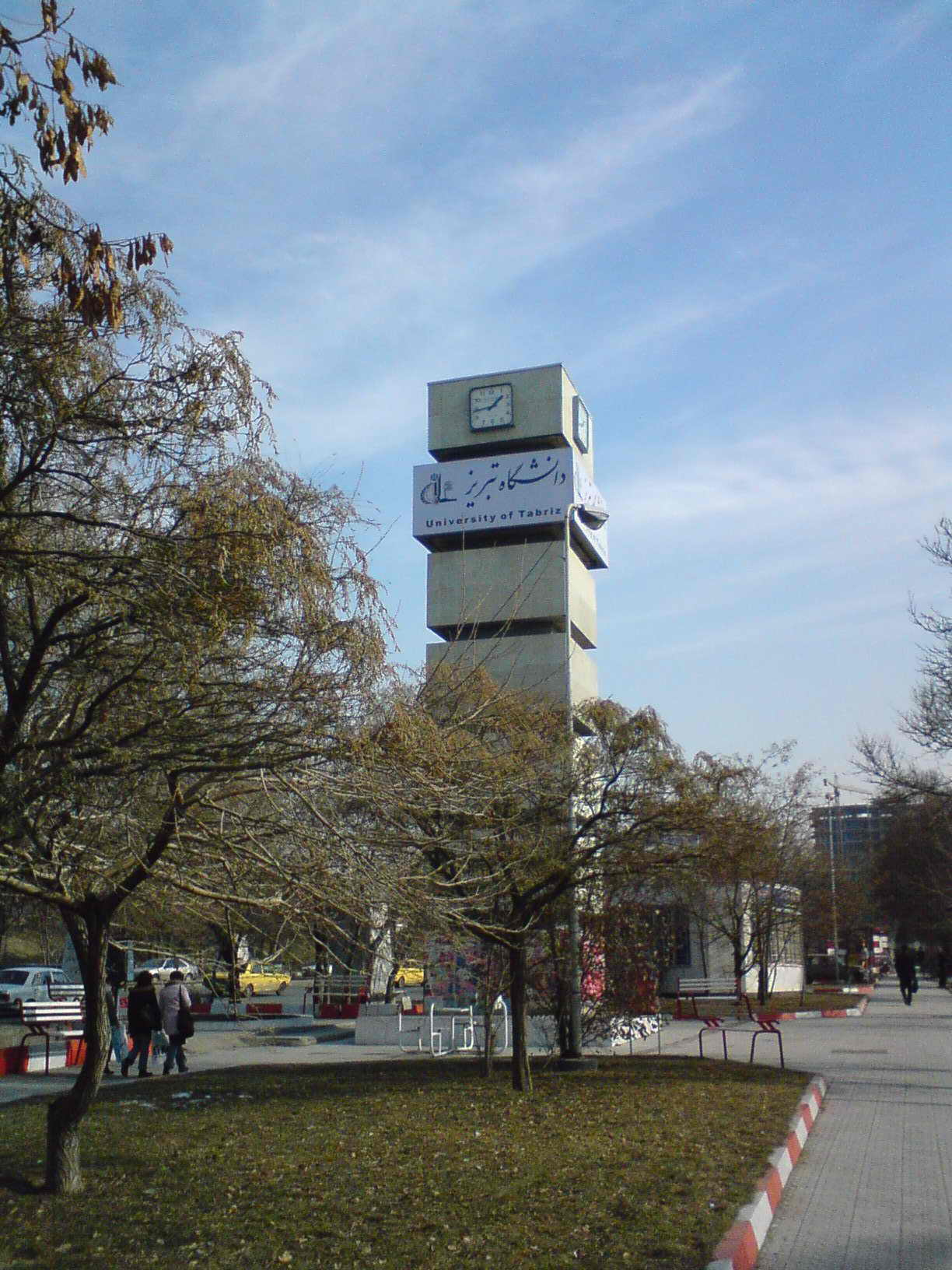
Torre dell'Università di Tabriz
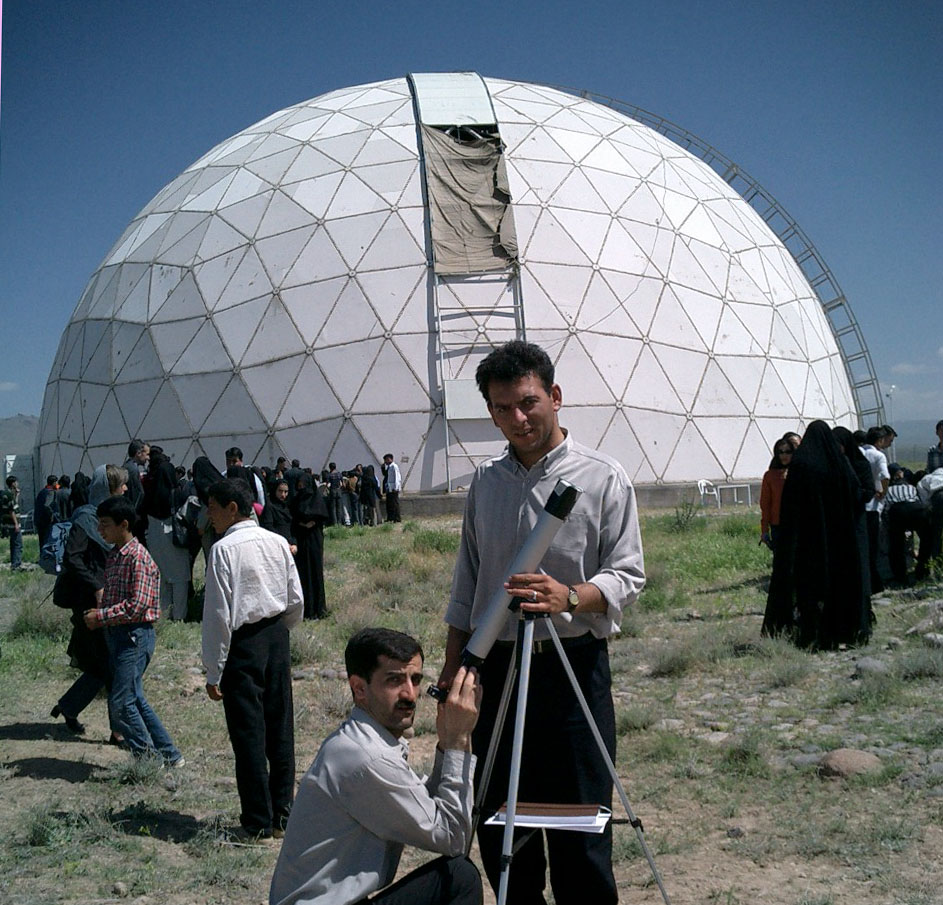
Osservatorio di Maragheh

### Architettura
Lo stile azero è uno stile (sabk) architettornico nella classificazione dello sviluppo dell'architettura iraniana nella storia dell'Azerbaigian. I punti di riferimento di questo stile architettonico vanno dalla fine del XIII secolo (Ilkhanato) all'apparizione della dinastia safavide nel XVI secolo d.C.

### Aşık
Aşık è tradizionalmente un cantante-poeta e bardo che accompagna la sua canzone. Il moderno ashiq azero è un musicista professionista che di solito svolge un apprendistato, padroneggia il saz e costruisce un repertorio vario ma individuale di canzoni popolari turche. Nelle città, paesi e villaggi dell'Azerbaigian iraniano gli ashik intrattengono il pubblico nei caffè.

### Fondazione culturale e letteraria dell'Azerbaigian
La Fondazione culturale e letteraria dell'Azerbaigian, è stata creata allo scopo di ricercare, studiare e promuovere lo studio della cultura, arte, lingua, letteratura e storia dell'Azerbaigian nelle quattro province (Azerbaigian orientale, Azerbaigian occidentale, Ardabil e Zanjan) della regione dell'Azerbaigian.

## Trasporti

### Aerei
L'Azerbaigian iraniano è collegato ad altre parti dell'Iran e del mondo tramite diverse rotte aeree. Ci sono sette aeroporti civili nella regione e il più grande aeroporto della regione è l'Aeroporto Internazionale di Tabriz situato a nord-ovest di Tabriz. Gli altri aeroporti sono:
|   | Aeroporto                          | Città    | Provincia               |
| - | ---------------------------------- | -------- | ----------------------- |
| 1 | Aeroporto Internazionale di Tabriz | Tabriz   | Azerbaigian Orientale   |
| 2 | Aeroporto di Urmia                 | Urmia    | Azerbaigian Occidentale |
| 3 | Aeroporto di Ardabil               | Ardabil  | Provincia di Ardabil    |
| 4 | Aeroporto di Zanjan                | Zanjan   | Provincia di Zanjan     |
| 5 | Aeroporto di Sahand                | Bonab    | Azerbaigian Orientale   |
| 6 | Aeroporto di Khoy                  | Khoy     | Azerbaigian Occidentale |
| 7 | Aeroporto di Parsabad-Moghan       | Parsabad | Provincia di Ardabil    |

#### Compagnie aeree

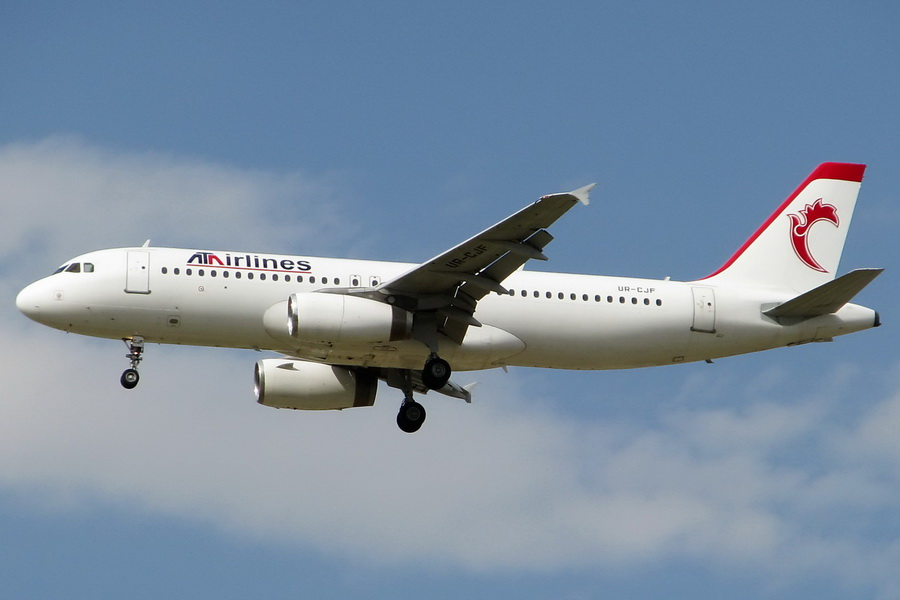
Un aereo dell'ATA Airlines che atterra all'aeroporto di Tabriz.

ATA Airlines è una compagnia aerea con sede a Tabriz. Gestisce servizi di linea nazionali e internazionali in Medio Oriente, nonché servizi charter, compresa l'Europa. La sua base principale è l'Aeroporto Internazionale di Tabriz. Un'altra compagnia aerea charter è Eram Air.

### Ponti
- Il Ponte del Lago Urmia attraversa il Lago Urmia e collega l'Azerbaigian orientale e l'Azerbaigian occidentale.
- Il Ponte sospeso di Meshginshahr è il più grande ponte sospeso del Medio Oriente con un'altezza di 80 metri (260 piedi).
- Il Ponte di Tabriz è il più grande ponte strallato in Iran.

### Ferrovie
L'Azerbaigian è collegato al resto delle ferrovie iraniane attraverso una linea che collega Tabriz a Teheran. Questa linea continua da Tabriz alla città di Jolfa nel nord della provincia dell'Azerbaigian Orientale ed è collegata alle ferrovie del Nakhichevan. La ferrovia Tabriz-Jolfa è una delle più antiche ferrovie dell'Iran, costruita tra il 1912 e il 1916. Questa linea ferroviaria è l'unica parte delle ferrovie iraniane che ha una linea elettrica. Tabriz era collegata anche alla Turchia attraverso la ferrovia Tabriz-Razi che fu costruita tra il 1960 e il 1961. La stazione ferroviaria più importante in Azerbaigian è la stazione ferroviaria di Tabriz, fondata a ovest della città nel 1917; l'attuale edificio ferroviario della stazione ferroviaria di Tabriz è stato costruito durante la seconda era Pahlavi dall'architetto iraniano Heydar Ghiaï-Chamlou. La prima ferrovia che arrivava a Tabriz era stata costruita dai russi. La ferrovia partiva da Jolfa, una città al confine tra Iran e la moderna Repubblica dell'Azerbaigian.
Le linee attive di questa ferrovia includono: Tabriz–Teheran, Tabriz–Repubblica Autonoma del Nakhichevan e Tabriz–Turchia.

### Metropolitana
La metropolitana di Tabriz è in costruzione nella città di Tabriz dal 2001. La lunghezza totale prevista è di 75 chilometri.

### Strade
Una rete di strade nazionali iraniane collega le città e le aree popolate dell'Azerbaigian tra loro e ad altre parti dell'Iran. L'unica superstrada in Azerbaigian è l'Autostrada 2 che collega Tabriz a Teheran e si prevede di costruire il resto dell'autostrada fino al confine tra Iran e Turchia a Bazargan. Altre strade e autostrade includono la Strada 32 che collega Teheran a Tabriz e prosegue fino al confine tra Iran e Turchia a Bazargan.

## Media

### TV e radio
- Sahand TV di Tabriz
- Eshragh TV di Zanjan
- Sabalan TV di Ardabil
- Azerbaijan TV di Urmia

### Insegnamento della lingua azera
La lingua azera non viene insegnata nelle scuole iraniane; ma per la prima volta a partire dal 2016 nell'ambito dell'istruzione accademica, lo studio della lingua e della letteratura azera sono stati avviati dall'Università di Tabriz.

## Sport

### Principali società sportive
Rappresentative dell'Azerbaigian nelle prime due leghe:

#### Calcio
- Tractor Sport Club
- Machine Sazi Tabriz Football Club
- Gostaresh Foulad F.C.
- Shahrdari Tabriz F.C.

#### Calcio a 5
- Mes Sungun FSC
- Behrad Ardabil

#### Pallavolo
- Shahrdari Tabriz V.C.
- Shahrdari Urmia Volleyball Club

#### Pallacanestro
- Shahrdari Tabriz BC

#### Squadre ciclistiche
- Tabriz Shahrdari Team
- Tabriz Petrochemical CCN Team